# Sardi (popolazione)
I sardi (in sardo: Sardos o Sardus; italiano: Sardi; sassarese: Sardhi; gallurese: Saldi; algherese: Sards) sono il popolo nativo da cui deriva il nome della Sardegna, isola e regione autonoma italiana.

## Etnonimo

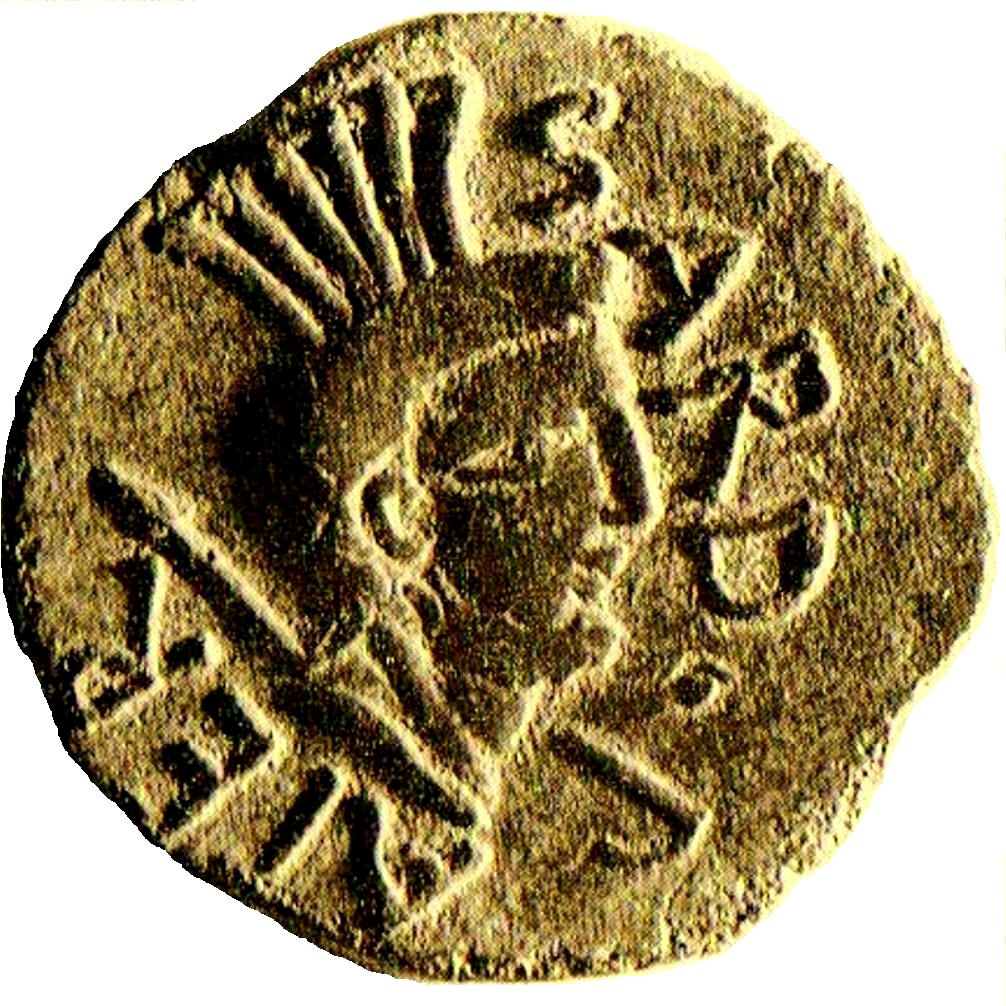
Rappresentazione del Sardus Pater in una moneta romana (59 a.C.)

L'etnonimo "S(a)rd" appartiene al substrato linguistico preindoeuropeo (o secondo altri indoeuropeo), e potrebbe derivare dagli Iberi che si stabilirono sull'isola. La più antica testimonianza scritta dell'etnonimo è riportata sulla Stele di Nora, dove la parola Šrdn (Shardan) testimonia la sua esistenza originale nel momento in cui i mercanti fenici arrivarono per la prima volta nelle coste sarde. Secondo il Timeo, uno dei dialoghi di Platone, la Sardegna e i suoi abitanti, "Sardonioi" o "Sardianoi" (Σαρδονιοί or Σαρδιανοί), furono soprannominati così da "Sardò" (Σαρδώ), una leggendaria donna lidia di Sardi (Σάρδεις), nella regione occidentale dell'Anatolia (attuale Turchia). Altri autori, come Pausania e Sallustio, indicano invece che i Sardi discendono da un antenato mitologico, un figlio Libico di Ercole o Makeris (dal berbero imɣur "allevare") riverito come Sardus Pater Babai ("Padre Sardo" o "Padre dei Sardi"), che diede all'isola il suo nome. È stato anche affermato che gli antichi Sardi nuragici fossero associati anche con gli Shardana (šrdn in egiziano), uno dei Popoli del Mare. L'etnonimo fu romanizzato nella forma singolare maschile e femminile in sardus e sarda.

## Storia

### Preistoria

Le terre emerse durante la Glaciazione di Würm

La Sardegna fu colonizzata per la prima volta in modo stabile dall'Uomo moderno (Homo Sapiens), proveniente dall'Europa continentale, durante il Paleolitico superiore e il Mesolitico; all'epoca la Sardegna e la Corsica formavano un'unica isola, la più grande del Mediterraneo, separata dalla penisola italiana da un breve tratto di mare.

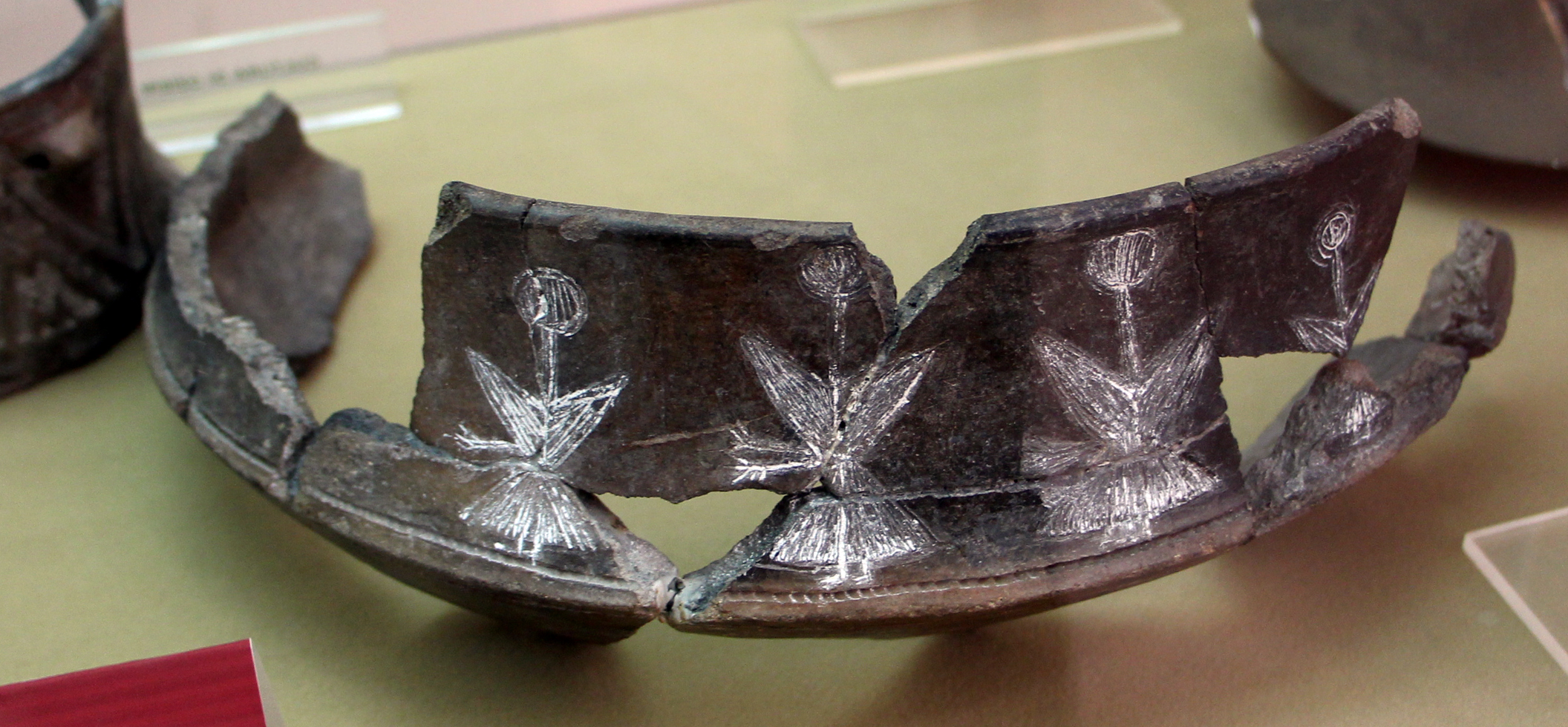
Frammento di ceramica con figure umane, Cultura di Ozieri

Nel VI millennio a.C., durante il Neolitico, i primi agricoltori europei, portatori della rivoluzione neolitica, si stabilirono in Sardegna, a parere degli archeologi rimasta totalmente spopolata per circa un millennio. Secondo moderne indagini archeogenetiche i Sardi neolitici mostravano una maggiore affinità con le popolazioni cardiali dell'Iberia e della Francia del Sud, inoltre negli odierni sardi sopravviverebbero aplogruppi mitocondriali degli antichi abitatori mesolitici.
Nella tarda Età del rame e all'inizio di quella del Bronzo, la "cultura del vaso campaniforme" dalla Francia meridionale, Spagna nordorientale e poi dall'Europa centrale, attraverso la penisola italiana, si diffonde nell'isola, portando nuove tecniche metallurgiche, stili di ceramica e probabilmente una lingua indoeuropea. All'incirca a questo periodo (~2600 a.C.) è stato datato un primo e modesto flusso genico da parte dei pastori delle steppe occidentali.

#### Civiltà nuragica
La civiltà nuragica sorse nell'età del Bronzo medio, durante l'ultima fase della cultura di Bonnanaro, che mostrava connessioni con la precedente cultura del vaso campaniforme e la cultura di Polada dell'Italia settentrionale.

Composizione delle tribù nuragiche secondo il geografo greco Tolomeo

A quel tempo, le grandi identità tribali della Sardegna nuragica erano tre (approssimativamente dal sud al nord): gli Iolei/Iliensi, che abitavano l'area dalla pianura più meridionale alla zona montuosa della Sardegna orientale (in seguito chiamata dai romani Barbaria); I Balari, vivevano nel nord-ovest; e infine i Corsi stazionari in Gallura (e Corsica, dai quali ne deriva il nome). I sardi nuragici sono stati collegati da alcuni studiosi agli Sherden, una tribù dei cosiddetti popoli del mare, la cui presenza è registrata più volte negli registri dell'Antico Egitto.
La lingua (o le lingue) parlata in Sardegna durante l'Età del bronzo è sconosciuta, poiché non vi sono registrazioni scritte di tale periodo. Secondo Eduardo Blasco Ferrer, la lingua protosarda era simile al proto-basco e all'antico iberico, mentre altri ritengono che fosse imparentato con l'etrusco. Altri studiosi teorizzano che esistevano in realtà varie aree linguistiche (due o più) nella Sardegna nuragica, forse preindoeuropee e indoeuropee.

### Età antica

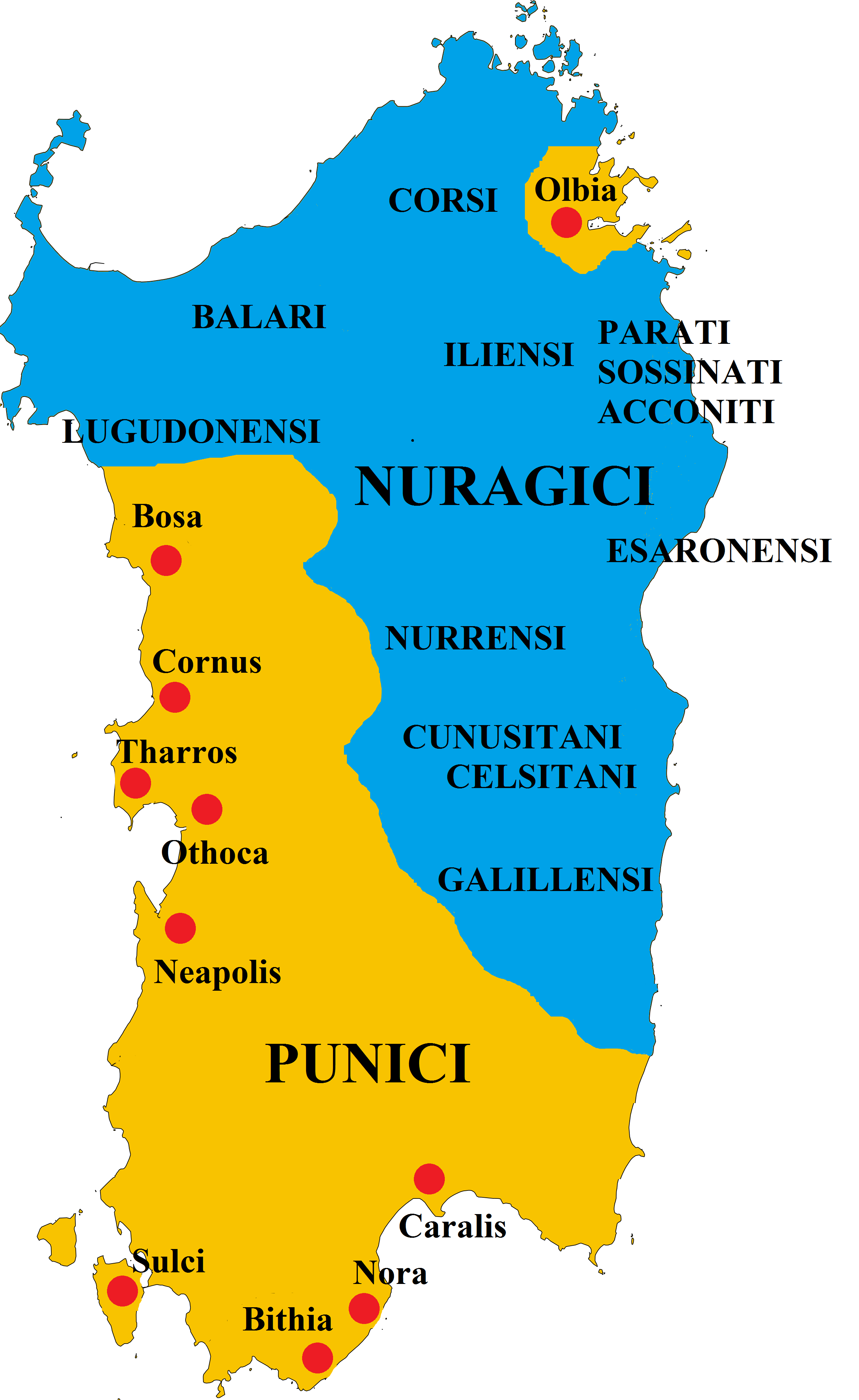
In giallo i territori occupati da Cartagine con le città più importanti

A partire dal IX secolo a.C., i Fenici fondarono città e porti lungo la costa sud-occidentale, come Karalis, Bithia, Sulki e Tharros.
La parte sud e ovest della Sardegna fu annessa dai Cartaginesi alla fine del VI secolo a.C. e in seguito l'intera isola fu conquistata dai Romani nel III secolo a.C., dopo la prima guerra punica. Sardegna e Corsica furono poi trasformate in un'unica provincia; tuttavia, i Romani impiegarono più di 150 anni per riuscire a sottomettere le tribù nuragiche più bellicose dell'interno.

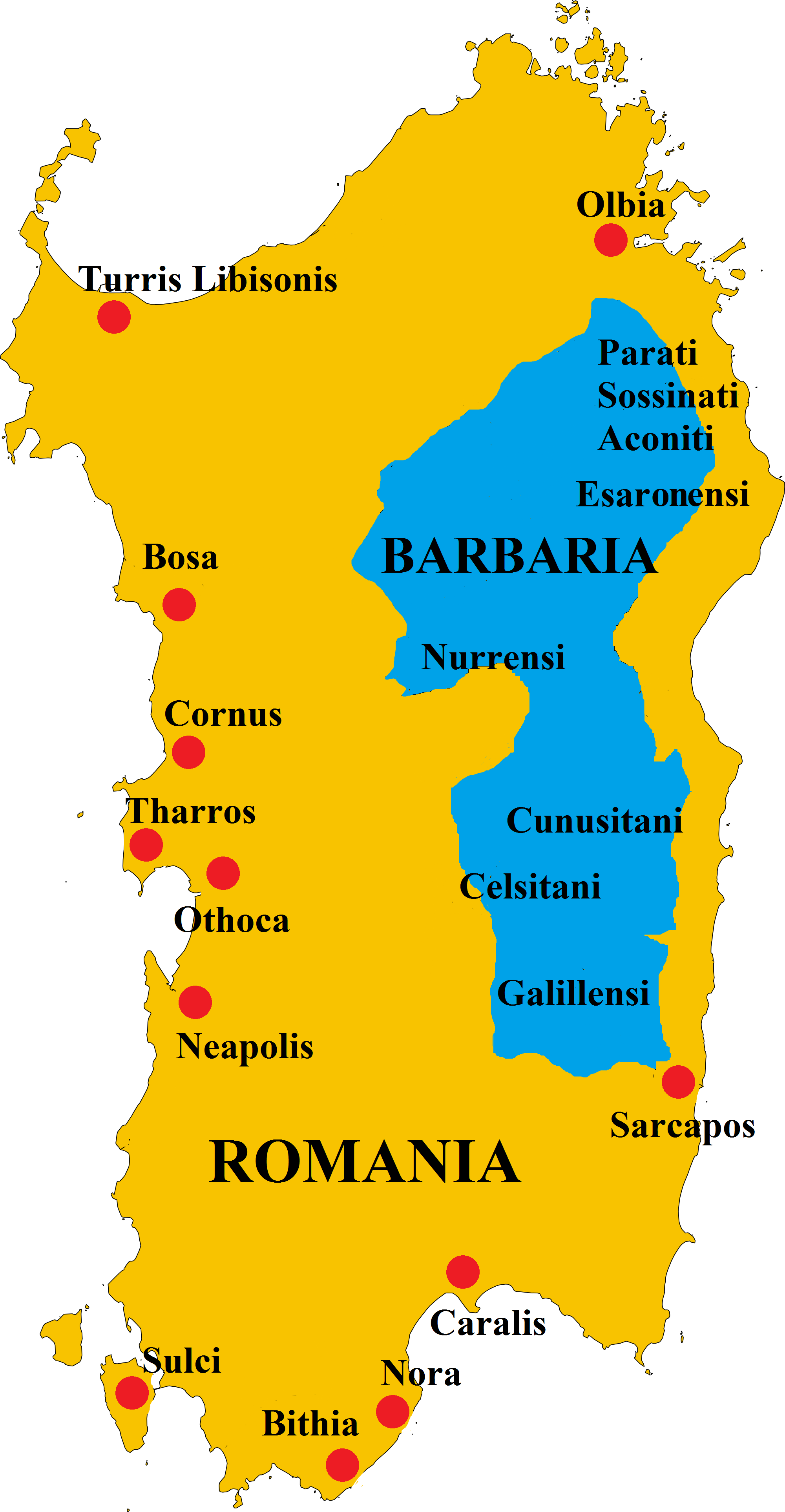
La Barbaria (in blu) e le regioni controllate dai romani in Sardegna (in giallo)

La Sardegna, con l'eccezione delle zone interne e soprattutto della zona montuosa centrale chiamata Barbagia (Barbaria in latino, a causa del rifiuto degli abitanti di essere assimilati durante il dominio romano), fu pesantemente latinizzata durante il periodo romano, e la moderna lingua sarda è considerata una delle lingue romanze più conservative rispetto al latino. Inoltre, durante il dominio romano ci fu un notevole flusso di immigrazione dalla penisola italica verso l'isola; fonti antiche menzionano alcune popolazioni di probabile origine italica insediate in Sardegna, come i Patulcenses Campani (dalla Campania), i Falisci (provenienti dall'Etruria meridionale), i Buduntini (dall'Apulia) e i Siculenses (dalla Sicilia). Furono costruite colonie romane anche a Porto Torres (Colonia Iulia Turris Libisonis) e Usellus. A ciò si devono aggiungere le migliaia di legionari e ausiliari di stanza nell'isola e la presenza di armatori e mercanti italici e di numerosi schiavi e liberti, spesso con cognomi greci (ad esempio Tigellio Ermogene). Scrive lo storico Attilio Mastino:
Come ogni altro popolo suddito dell'Impero, anche i sardi avrebbero ottenuto la cittadinanza romana nel 212 con la Constitutio Antoniniana promulgata da Caracalla.

### Medioevo
Dopo la caduta dell'Impero Romano d'Occidente, la Sardegna fu governata in rapida successione dai Vandali, dai Bizantini, dagli Ostrogoti e di nuovo dai Bizantini.
Durante il Medioevo, l'isola era divisa in quattro Regni indipendenti (conosciuti individualmente in sardo come Judicadu, Giudicau o semplicemente Logu, cioè "luogo"; in italiano: Giudicato); tutti, con l'eccezione di Arborea, caddero sotto l'influenza delle repubbliche marinare italiane di Genova e Pisa e di alcune illustri casate delle due città: i Doria e i Della Gherardesca, a cui si devono aggiungere i Malaspina. I Doria fondarono le città di Alghero e Castelgenovese (oggi Castelsardo), mentre i pisani fondarono Castel di Castro (il primo nucleo dell'attuale Cagliari) e Terranova (sul sito dell'antica Olbia); il famoso conte Ugolino della Gherardesca, citato da Dante Alighieri nella sua Divina Commedia, favorì la nascita della città mineraria di Villa di Chiesa (oggi Iglesias), che divenne un comune medievale italiano insieme a Sassari e Castel di Castro. Queste città di nuova fondazione attirarono coloni provenienti dalla penisola italiana e dalla Corsica oltreché da tutta la Sardegna.
Dopo la conquista aragonese dei territori sardi sotto il dominio pisano, avvenuta tra il 1323 e il 1326, il neonato Regno di Sardegna divenne uno degli Stati associati della corona d'Aragona, in seguito impegnato in un lungo conflitto con il Giudicato di Arborea (1353-1420). Gli aragonesi ripopolarono le città di Castel di Castro e Alghero con coloni catalani. Un dialetto locale catalano è ancora parlato da una minoranza di persone nella città di Alghero.

### Storia moderna e contemporanea

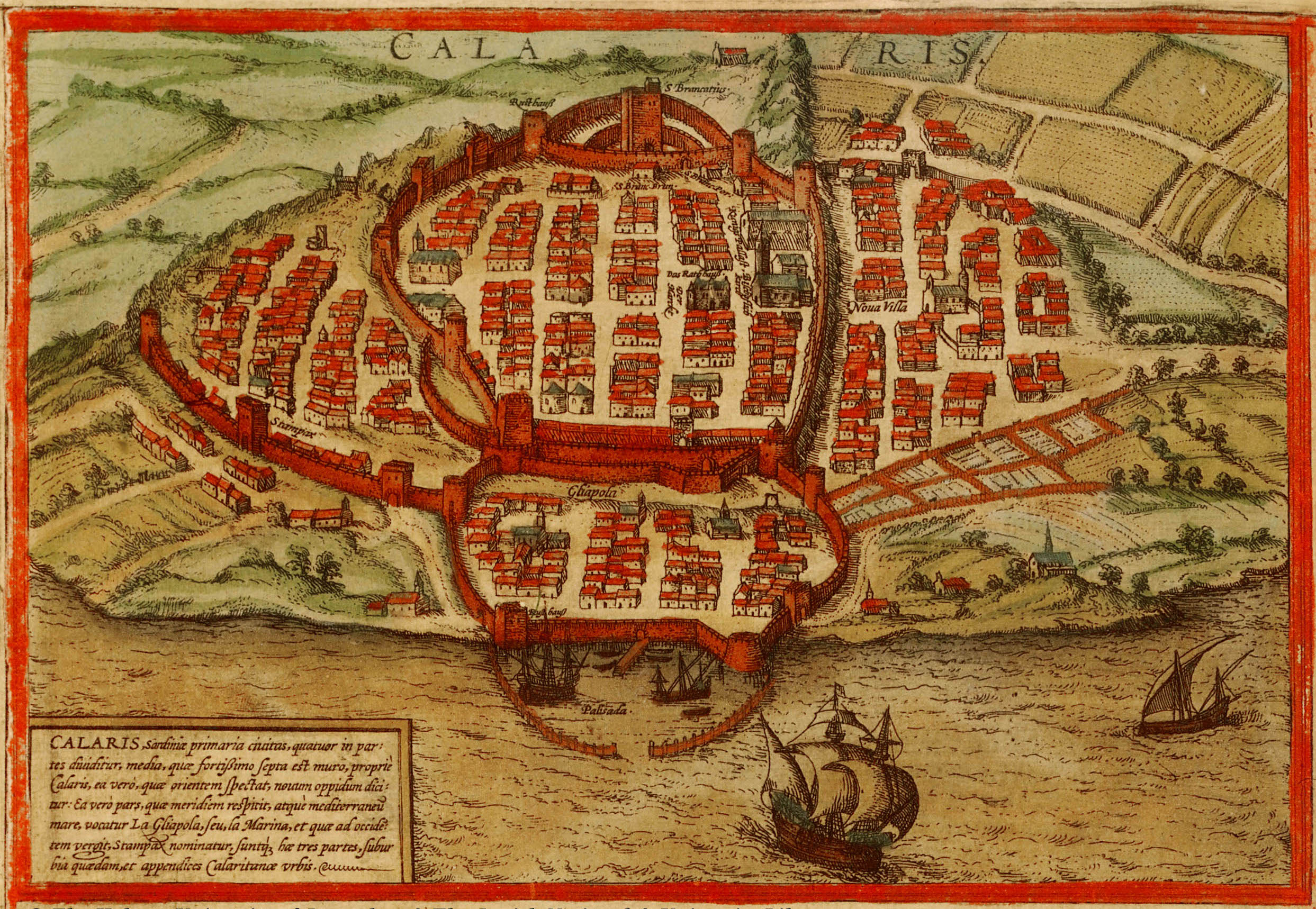
Veduta di Cagliari tratta da "Civitates orbis terrarum" (1572)

Nei secoli XVI e XVII, le principali città sarde di Cagliari (la capitale del Regno), Sassari e Alghero appaiono ben posizionate nei mercati del tempo. La composizione cosmopolita della loro popolazione ne è la prova: gli abitanti non erano solo indigeni, ma provenivano anche da Spagna, Liguria, Francia e dalla Corsica in particolare. Soprattutto a Sassari e lungo la striscia di territorio che va dall'Anglona alla Gallura, i corsi divennero la maggioranza della popolazione almeno a partire dal XV secolo. Questa migrazione dall'isola vicina, che probabilmente ha portato alla nascita dei dialetti sassaresi e galluresi dal suono toscano, continuò ininterrottamente fino al XIX secolo.
L'era spagnola terminò nel 1713, quando l'intera isola fu ceduta alla casa austriaca degli Asburgo, seguita con un'altra cessione nel 1718 ai duchi di Savoia, che assunsero il titolo di "Re di Sardegna". Durante questo periodo i coloni liguri, fuggiti da Tabarka, si stabilirono sulle piccole isole di San Pietro e Sant'Antioco (a Carloforte e Calasetta), nella zona sud-occidentale della Sardegna, portando con sé un dialetto gallo-italico chiamato "tabarchino", ancora ampiamente parlato. In seguito, il Regno di Sardegna annesse l'intera penisola italiana e la Sicilia nel 1861 dopo il Risorgimento, diventando il Regno d'Italia.

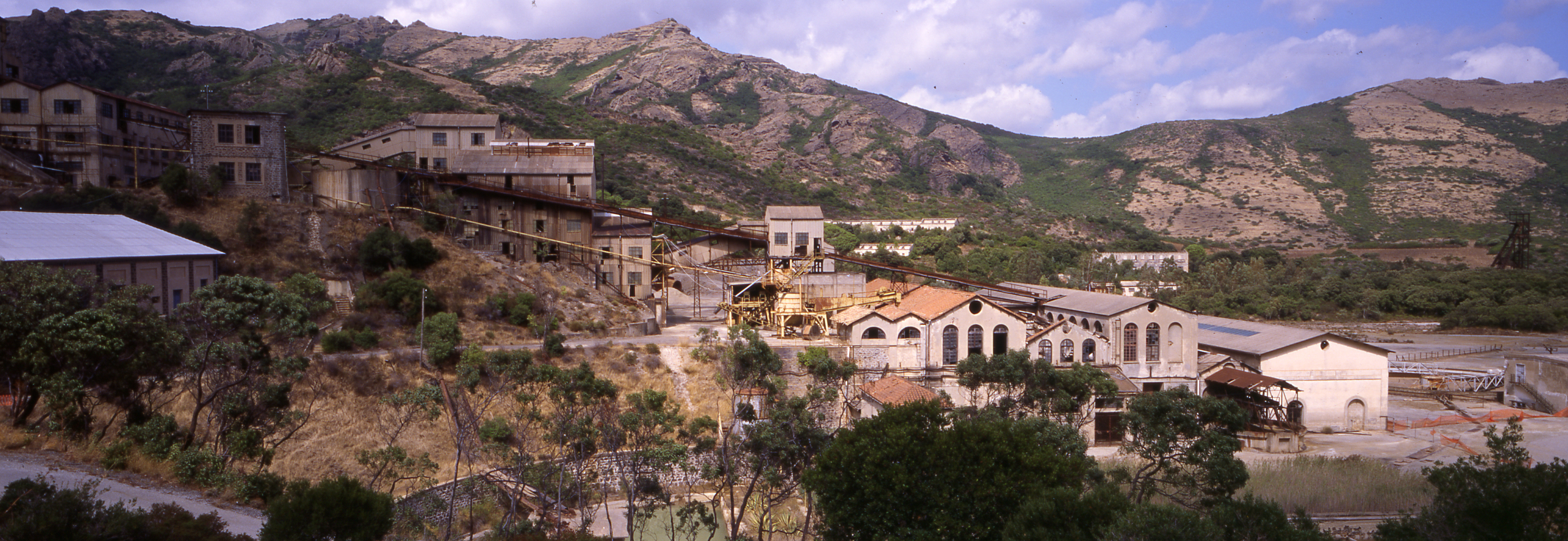
Miniera di Montevecchio

Dal 1850, con la riorganizzazione delle miniere sarde, si è verificato un notevole flusso migratorio dalla penisola italiana verso le aree minerarie sarde; questi minatori della terraferma provenivano principalmente da Lombardia, Piemonte, Toscana e Romagna. Secondo un censimento del 1882 realizzato dall'ingegnere francese Leon Goüine, nelle miniere sarde sud-occidentali lavoravano diecimila minatori, un terzo dei quali provenienti dalla terraferma italiana; la maggior parte si stabilì nell'Iglesiente.
Alla fine del XIX secolo, comunità di pescatori siciliani, Torre del Greco (Campania) e Ponza (Lazio) emigrarono sulle coste orientali dell'isola, nelle città di Arbatax / Tortolì, Siniscola e La Maddalena.
Nel 1931, solo il 3,2% della popolazione residente in Sardegna era nata in un'altra regione; tali cifre cambiarono allorquando, durante il periodo fascista, si verificò un grande flusso migratorio dalla penisola, in accordo a una politica governativa: un considerevole numero di minatori e agricoltori, provenienti dal Veneto ma anche dal Friuli, dall'Emilia-Romagna, dalle Marche, dall'Abruzzo e dalla Sicilia ecc., giunsero in Sardegna per popolare le nuove città di fondazione, in particolare la nuova città mineraria di Carbonia nel Sulcis, il villaggio agricolo di Mussolinia di Sardegna (oggi Arborea) nella piana di Terralba, e il borgo di Fertilia, nella Nurra, in cui, dopo la seconda guerra mondiale, furono trasferiti i rifugiati italiani giunti dall'Istria. Oggi l'istriano, il veneto e il friulano sono minoranze linguistiche prossime all'estinzione in Sardegna, essendo parlate prevalentemente da pochi anziani a Fertilia, Tanca Marchese e Arborea. Nello stesso periodo, diverse famiglie italo-tunisine si stabilirono a est di Cagliari verso la scarsamente popolata Castiadas.
A seguito del cosiddetto "miracolo economico italiano", ha avuto luogo un movimento migratorio storico dall'entroterra alle aree costiere e urbane di Cagliari, Sassari, Alghero, Porto Torres e Olbia, che oggi raccolgono la maggior parte della popolazione isolana.

## Demografia
Con una densità di popolazione di 69 ab./km2, poco più di un terzo della media nazionale, la Sardegna è la quarta regione meno popolata d'Italia. Fino al XX secolo la distribuzione della popolazione era anomala rispetto a quella di altre regioni italiane che si affacciano sul mare. Infatti, contrariamente alla tendenza generale, nel tardo Medioevo e in Età moderna l'insediamento urbano non ha avuto luogo principalmente lungo la costa ma verso il centro dell'isola. Motivi storici includono le ripetute incursioni moresche, l'abbandono di innumerevoli insediamenti a seguito della guerra sardo-catalana (abbandono quasi totale nelle regioni costiere come nel caso del Sulcis-Iglesiente) e la natura paludosa e malsana, a causa della malaria, delle pianure costiere (recuperate totalmente solo nel XX secolo). La situazione è stata invertita con l'espansione dell'industrializzazione e del turismo balneare; oggi la maggior parte della popolazione sarda vive vicino alle coste, mentre l'interno dell'isola è scarsamente popolato.
È la regione italiana con il più basso tasso di fertilità totale (1,087 nascite per donna), e la regione con il secondo tasso di natalità più basso; tuttavia, il calo della popolazione in Sardegna è stato contrastato negli ultimi anni dall'immigrazione sia interna che dall'Europa orientale (in particolare dalla Romania), dall'Africa e dalla Cina. Al 1º gennaio 2023 i cittadini stranieri residenti in Sardegna erano 50 211, pari al 3,2% della popolazione residente.

### Aspettativa di vita e longevità

Schema di indizi di longevità nelle principali zone blu

L'aspettativa di vita media è leggermente superiore agli 82 anni (85 per le donne e 79,7 per gli uomini).
La Sardegna è la prima zona blu scoperta, un'area demografica e/o geografica del mondo in cui le persone vivono vite più lunghe in maniera misurabile. I sardi condividono con i Ryukyuani di Okinawa (Giappone) il più alto tasso di centenari nel mondo (22 centenari/100 000 abitanti). I fattori chiave di una così alta concentrazione di centenari sono identificati nella genetica dei sardi, stile di vita come dieta e struttura sociale.

### Indicatori demografici
- Tasso di natalità: 8,3 (per 1 000 abitanti – 2005) [67]
- Tasso di fertilità: 1,07 (nascite per donna – 2005) [67]
- Tasso di mortalità: 8,7 (per 1 000 abitanti – 2005) [67]
- Tasso di mortalità uomini: 4,6 (per 1 000 nascite – 2000) [77]
- Tasso di mortalità donne: 3,0 (per 1 000 nascite – 2000) [77]
- Tasso matrimoniale: 2,9 (per 1 000 abitanti – 2014) [78]
- Tasso di suicidio: 22,65 (per 100 000 abitanti)[79][80][81]
- Tasso totale di alfabetizzazione: 98,2%[82][83]
- Tasso di alfabettizzazione sotto i 65 anni: 99,5%[82][83]

### Evoluzione demografica
| Anno | Popolazione | ±%    |
| --- | ----------- | ----- |
| 1485 | 157 578     | -     |
| 1603 | 266 676     | +12   |
| 1688 | 229 532     | -23,3 |
| 1728 | 311 902     | +20,4 |
| 1751 | 360 805     | +15,7 |
| 1771 | 360 785     | -0,0  |
| 1776 | 422 647     | +17,1 |
| 1781 | 431 897     | +2,2  |
| 1821 | 461 931     | +7,0  |
| 1824 | 469 831     | +1,7  |
| 1838 | 525 485     | +11,8 |
| 1844 | 544 253     | +3,6  |
| 1848 | 554 717     | +1,9  |
| 1857 | 573 243     | +3,3  |
| 1861 | 609 000     | +6,2  |
| 1871 | 636 000     | +4,4  |
| 1881 | 680 000     | +6,9  |
| 1901 | 796 000     | +17,1 |
| 1911 | 868 000     | +9,0  |
| 1921 | 885 000     | +2,0  |
| 1931 | 984 000     | +11,2 |
| 1936 | 1 034 000   | +5,1  |
| 1951 | 1 276 000   | +23,4 |
| 1961 | 1 419 000   | +11,2 |
| 1971 | 1 474 000   | +3,9  |
| 1981 | 1 594 000   | +8,1  |
| 1991 | 1 648 000   | +3,4  |
| 2001 | 1 632 000   | -1,0  |
| 2011 | 1 639 362   | +0,5  |
| Fonte: ISTAT 2011, – D. Angioni - S. Loi - G. Puggioni, La popolazione dei comuni sardi dal 1688 al 1991, CUEC, Cagliari, 1997 – F. Corridore, Storia documentata della popolazione di Sardegna, Carlo Clausen, Torino, 1902 |             |       |

### Distribuzione geografica
La maggior parte dei sardi risiede nell'isola, ma un numero considerevole di persone si è stabilito fuori dalla Sardegna: si stima che, tra il 1955 e il 1971, 308 000 sardi siano emigrati nella terraferma italiana. Considerevoli comunità sarde si trovano in Piemonte, Liguria, Lombardia, Toscana e Lazio. I sardi e i loro discendenti sono numerosi anche in Germania, Francia, Belgio, Svizzera. Quasi tutti i sardi che migrarono nelle Americhe si stabilirono nella parte meridionale del continente, specialmente in Argentina (tra il 1900 e il 1913 circa 12 000 sardi vissero a Buenos Aires e dintorni) e Uruguay (a Montevideo nel 1870 vivevano 12 500 sardi). Tra il 1876 e il 1903, il 92% dei sardi che si spostarono verso le Americhe si stabilirono in Brasile. Tra il 1876 e il 1925 34 190 sardi migrarono in Africa, in particolare verso l'allora Algeria francese e la Tunisia. Piccole comunità con antenati sardi, circa 5 000 persone, si trovano anche in Brasile (principalmente nelle città di Belo Horizonte, Rio de Janeiro e São Paulo), il Regno Unito e l'Australia.
La Regione Sardegna tiene un registro dei sardi oltremare che sono riusciti a costituire, nel continente italiano e nel resto del mondo, un certo numero di associazioni culturali: queste sono destinate a fornire alle persone di origine sarda, o a coloro che nutrono interesse verso la cultura sarda, un'opportunità per godere di una vasta gamma di attività di gruppo. Nel 2012 erano registrati 145 circoli sardi.
| I sardi residenti nei paesi europei 2008 | N.     |
| Germania                                 | 27 184 |
| Francia                                  | 23 110 |
| Belgio                                   | 12 126 |
| Svizzera                                 | 7 274  |
| Paesi Bassi                              | 6 040  |
| Altri                                    | 17 763 |
| Totale                                   | 93 497 |

A differenza del resto dell'emigrazione italiana, dove i migranti erano principalmente maschi, tra il 1953 e il 1974 un uguale numero di donne e uomini emigrò dalla Sardegna verso la terraferma italiana.

### Nomi e cognomi
Occorrono meno di cento cognomi sardi per raggruppare un terzo degli abitanti dell'isola. I cognomi sardi, inclusi i più comuni come Sanna (‘zanna’), Piras (‘pere’), Pinna (‘penna’) e Melis (‘miele’), seguono una tradizione onomastica diversa da quella continentale, in quanto derivano dalla lingua sarda e si svilupparono come patronimici nel Medioevo attraverso la loro registrazione in documenti come i condaghi per scopi amministrativi; la maggior parte di essi deriva da toponimi locali (es.: Fonnesu, ‘da Fonni’, Busincu, ‘da Bosa’, ecc.), da nomi di animali (es.: Porcu–‘maiale’, Piga–‘gazza’, Cadeddu–‘cucciolo’, ecc.) o da mestieri (es.: Pittau, ‘dipinto’), tratti distintivi (es.: Mannu, ‘grande’), e filiazione (i cognomi terminano in -eddu che potrebbe rappresentare ‘figlio di’, ad esempio Corbeddu ‘figlio/a di Corbu’); alcuni di loro hanno subito una qual certa italianizzazione negli ultimi secoli (es.: Pintori, Scano, Zanfarino, Spano, ecc.). Alcuni cognomi locali derivano anche da termini protosardi. La più significativa percentuale di cognomi provenienti dall'esterno dell'isola proviene dalla Corsica del Sud (come Cossu, Cossiga, Alivesi e Achenza, originariamente dai paesi di Olivese e Quenza rispettivamente), seguito da quelli italiani (specialmente piemontesi ma anche campani, siciliani e liguri, a seguito della dominazione sabauda e della politica di assimilazione: alcuni sono stati sardizzati, come Accardu, Calzinu, Gambinu, Raggiu, ecc.) e spagnoli (in particolare catalani).
| Pos. | Cognomi più diffusi |
| 1    | Sanna               |
| 2    | Piras               |
| 3    | Pinna               |
| 4    | Serra               |
| 5    | Melis               |
| 6    | Carta               |
| 7    | Manca               |
| 8    | Meloni              |
| 9    | Mura                |
| 10   | Lai                 |
| 11   | Murgia              |
| 12   | Porcu               |
| 13   | Cossu               |
| 14   | Usai                |
| 15   | Loi                 |
| 16   | Marras              |
| 17   | Floris              |
| 18   | Deiana              |
| 19   | Cocco               |
| 20   | Fadda               |

Per quanto riguarda i nomi personali, i sardi hanno ormai da tempo adottato quelli italiani, anche se un certo numero di nomi specifici sardi è storicamente attestato ed erano prevalenti tra gli isolani fino all'era contemporanea.

## Cultura

### Lingue

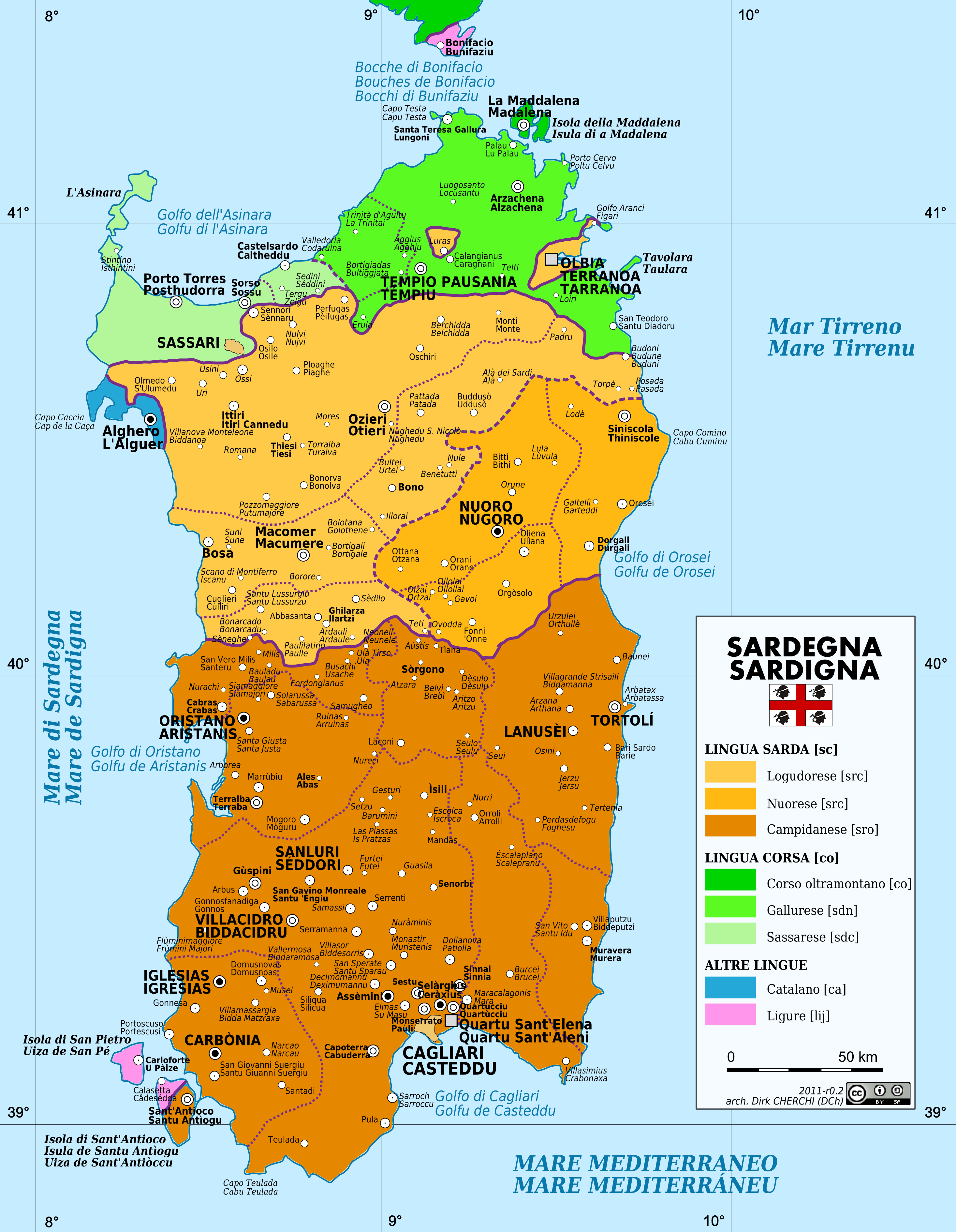
Distribuzione geografica delle lingue e dei dialetti tradizionali parlati in Sardegna

Bandiera della Sardegna

L'italiano fu ufficialmente introdotto per la prima volta in Sardegna nel luglio del 1760 dalla famiglia regnante di Casa Savoia, coi quali si diede avvio a un intenso processo di italianizzazione della società locale. L'italiano, nella sua variante regionale, è la lingua più comunemente parlata oggigiorno, come risultato di tale trasferimento linguistico.
Il sardo (sardu) è l'altra lingua più parlata dell'isola, oltre a essere quella storica delle genti sarde da quando il latino soppiantò il paleosardo. La storica perdita di autonomia della popolazione sarda, soggetta all'egemonia di potenze esterne dalla fine dei giudicati in poi, ha mantenuto la lingua in uno stadio di frammentazione dialettale, riflettendo la coesistenza di altre lingue (catalano, spagnolo, e infine italiano) impostesi in una posizione di prestigio politico e quindi sociale.
A causa di un movimento, descritto da alcuni autori come un "risveglio linguistico e culturale" maturato nel dopoguerra, il patrimonio culturale dei sardi è stato riconosciuto nel 1999 e i sardofoni costituiscono così il più grande gruppo etnolinguistico minoritario in Italia, con circa un milione di locutori. Tuttavia, a causa di un modello piuttosto rigido del sistema educativo italiano che ha impresso un forte stigma nei confronti di tale lingua, le persone sardofone sono gradualmente diventate una ristretta minoranza nella loro isola (nel complesso, la popolazione risulta al giorno d'oggi linguisticamente e culturalmente italianizzata e si stima che solo il 10% dei giovani abbia ancora qualche competenza del sardo). Pertanto, il sardo sta affrontando sfide analoghe ad altre lingue minoritarie in tutta Europa, e sia il logudorese sia il campidanese (le principali varietà sarde, così come definite dalle loro ortografie) sono stati designati come decisamente in pericolo dall'UNESCO.
Le altre lingue parlate in Sardegna, tutte anch'esse in pericolo ma con molti meno parlanti rispetto al sardo, si sono sviluppate dopo il contatto con alcune comunità originariamente non sarde (i corsi, i catalani e gli italiani di Genova e Pisa), le quali si stabilirono in diverse regioni dell'isola negli ultimi secoli; queste includono il sassarese (sassaresu) e gallurese (gadduresu), due lingue di remota origine corsa e toscana ma spesso associate al sardo, algherese catalano (alguerés) e tabarchino (tabarchin).

### Bandiera
La cosiddetta bandiera dei Quattro Mori è la bandiera storica e ufficiale della Sardegna. La bandiera è composta dalla croce di San Giorgio e da quattro teste di moro che indossano una bandana bianca in ciascun quarto. Le sue origini sono fondamentalmente avvolte nel mistero, ma si presume abbia avuto origine in Aragona per simboleggiare la sconfitta degli invasori saraceni nella battaglia di Alcoraz.

### Giornata del popolo sardo
La giornata del popolo sardo, Sa die de sa Sardigna in sardo, è una festa celebrata ogni 28 aprile per commemorare i moti rivoluzionari sardi verificatasi dal 1794 al 1796 contro i privilegi feudali e la cacciata dei funzionari di Casa Savoia (tra cui il viceré piemontese Vincenzo Balbiano) dalla Sardegna il 28 aprile 1794. La ribellione fu stimolata dal rifiuto del re di concedere all'isola l'autonomia richiesta dai locali in cambio della difesa dall'attacco via mare dei francesi. La festa è stata formalmente riconosciuta dal Consiglio sardo dal 14 settembre 1993. Alcuni eventi pubblici sono tenuti annualmente per commemorare l'episodio, mentre le scuole di ogni ordine e grado sono chiuse.

### Religione

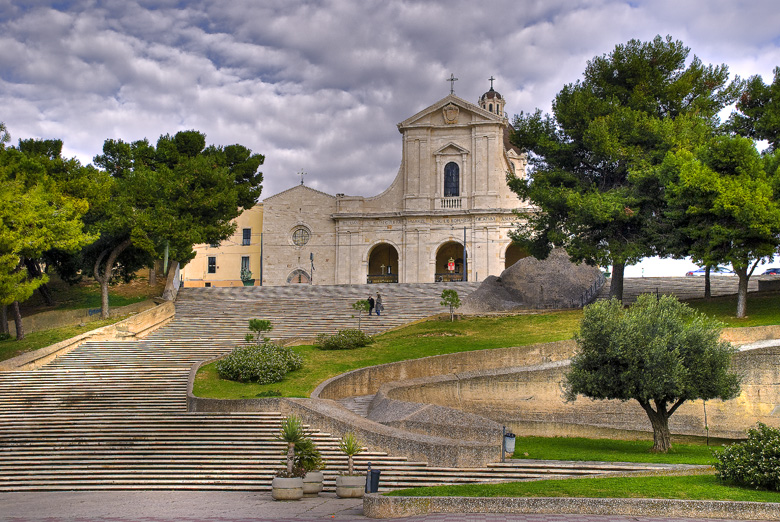
Basilica di Nostra Signora di Bonaria a Cagliari

La stragrande maggioranza dei sardi viene battezzata nella Chiesa cattolica, tuttavia la frequenza delle effettive presenze in chiesa è una delle più basse d'Italia (21,9%). Nostra Signora di Bonaria è la patrona della Sardegna.
Nella tradizione popolare sono sopravvissute, fino all'epoca contemporanea, credenze e riti di origine pre-cristiana evolutesi in simbiosi col Cristianesimo, è il caso ad esempio di Su Mortu mortu, il 2 novembre, corrispondente alla commemorazione dei defunti, che presenta similitudini con la festa di Halloween dei paesi anglosassoni.

### Abiti tradizionali

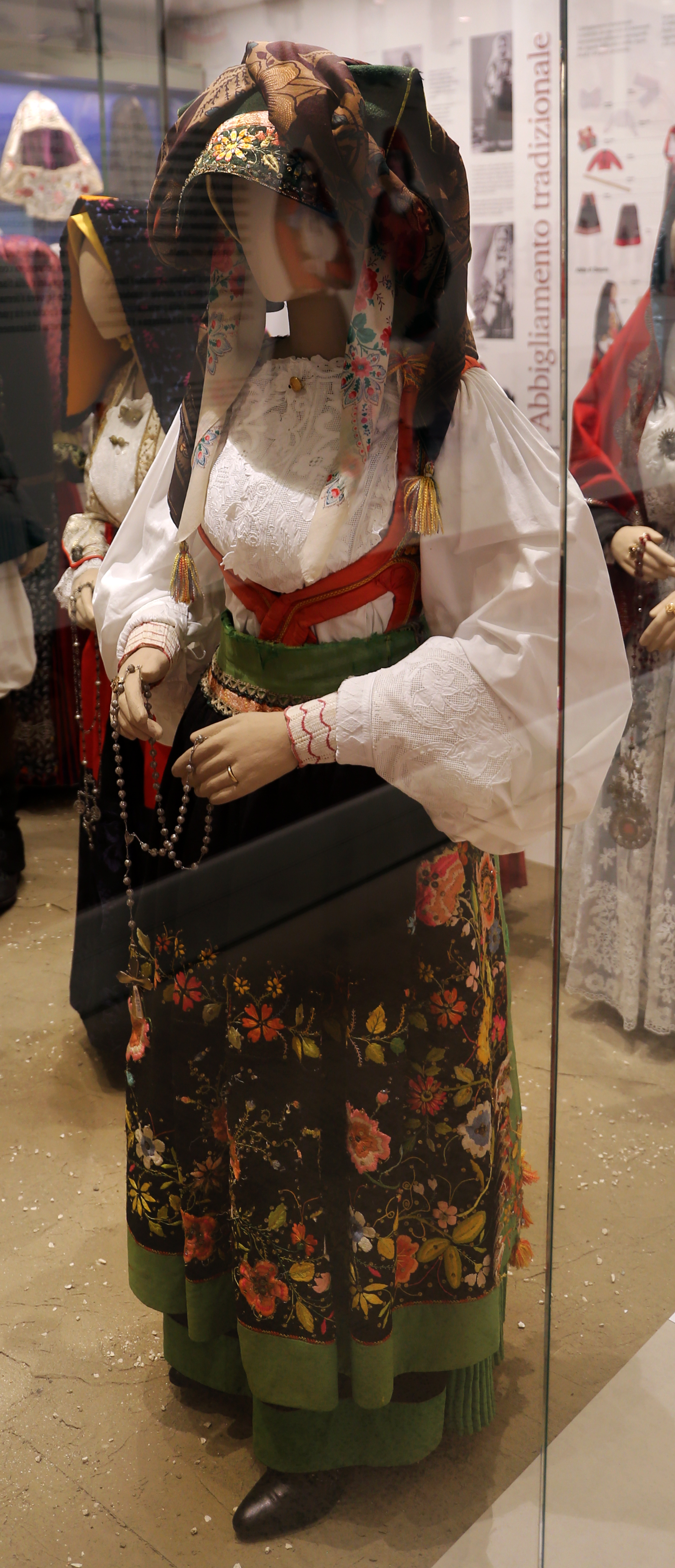
Samugheo, abito femminile festivo, 1930, Museo etnografico sardo

Colorati e di forme diverse e originali, gli abiti tradizionali sardi sono un antico simbolo di appartenenza a specifiche identità collettive, nonché una delle espressioni etniche più genuine del folklore mediterraneo. Sebbene il modello di base sia omogeneo e comune in tutta l'isola, ogni città o villaggio ha il suo abbigliamento tradizionale che lo differenzia dagli altri. I capi tradizionali dei sardi, così come gli articoli di gioielleria con cui vengono accompagnati in particolare gli abiti femminili, sono stati definiti come oggetto di studio in etnografia dalla fine del XIX secolo.
In passato, gli abiti si diversificavano anche all'interno delle comunità, svolgendo una specifica funzione di comunicazione in quanto rendevano immediatamente chiaro lo stato civile e il ruolo di ciascun membro nell'area sociale. Fino alla metà del XX secolo il costume tradizionale rappresentava l'abbigliamento quotidiano in gran parte della Sardegna, ma ancora oggi in varie parti dell'isola è possibile incontrare persone anziane vestite in costume.
I materiali utilizzati per il loro confezionamento sono tra i più vari, spaziando dal tipico tessuto sardo (orbace) alla seta e dal lino alla pelle. I vari componenti dell'abbigliamento femminile sono: il copricapo (mucadore), la camicia (camisa), il corpetto (palas, cossu), la giacca (coritu, gipone), la gonna (unnedda, sauciu), il grembiule (farda, antalena, defentale). Quelli del maschio sono: il copricapo (berritta), la camicia (bentone o camisa), la giacca (gipone), i pantaloni (cartzones o bragas), la gonna (ragas o bragotis), il soprabito (gabbanu, colletu) e la mastruca, una sorta di giacca di pelle di pecora o di agnello senza maniche ("mastrucati latrones" o "ladri con mantelli di lana grezza" era il nome con cui Cicerone denigrava i sardi che si ribellavano al potere romano).

## Genetica

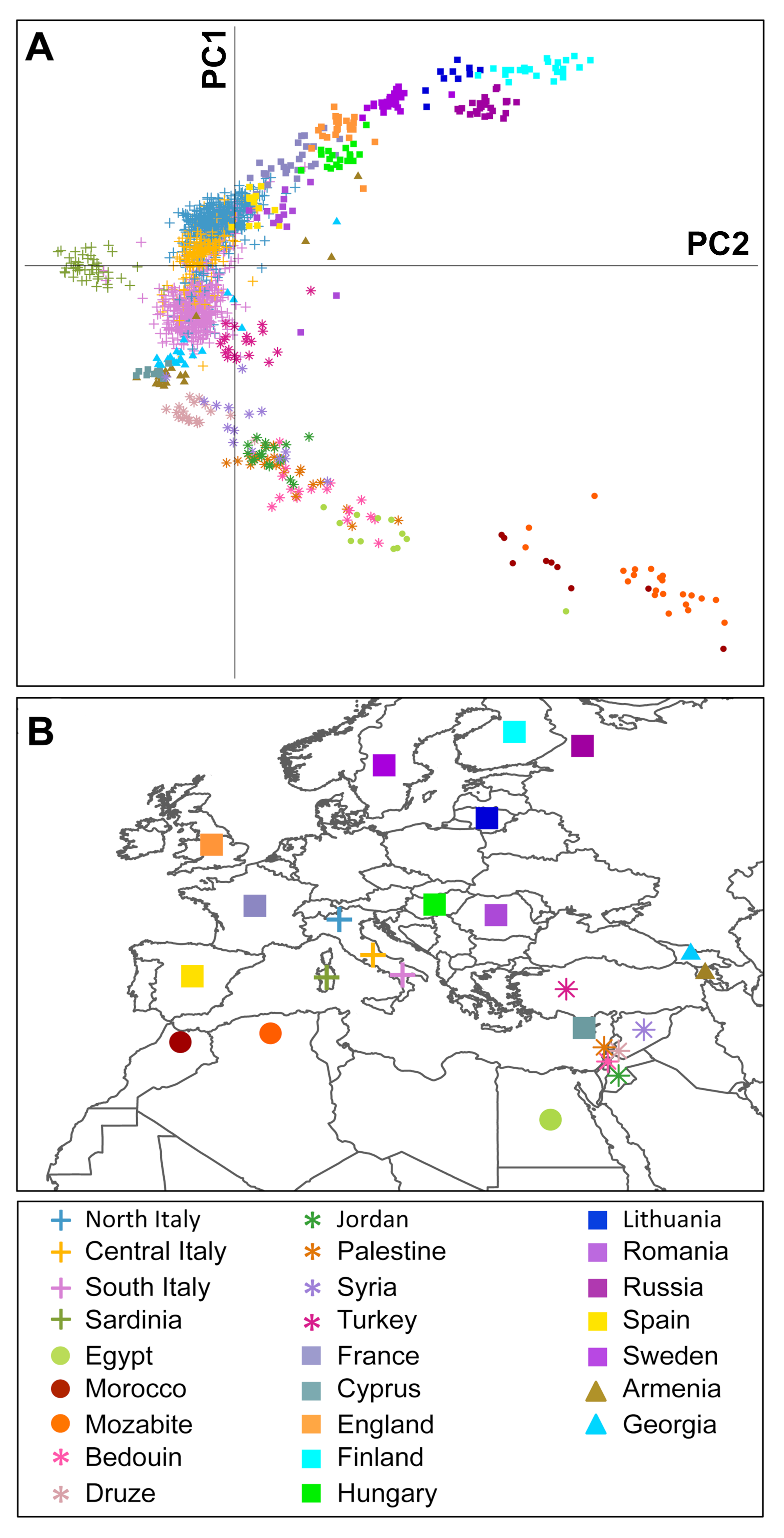
Analisi delle componenti principali delle popolazioni europee e mediterranee in Europa, Nord Africa e Medio Oriente

I sardi, pur essendo parte del pool genetico europeo, presentano delle peculiarità (insieme ai baschi, ai sami e agli islandesi) come risultato del forte sostrato pre-indoeuropeo e di particolari fenomeni che si trovano spesso in popolazioni isolate, come l'effetto del fondatore e la deriva genetica. I dati sembrano suggerire che l'attuale popolazione sia derivata in gran parte dai coloni dell'Età della pietra, oltre al contributo dei colonizzatori di epoca storica. I ricercatori hanno scoperto che i baschi sono la popolazione geneticamente più vicina ai sardi, in particolare delle regioni più isolate, e che tale somiglianza non è mediata dall'influenza degli altri spagnoli nei tempi moderni. Diversi studi sono stati condotti sulla genetica della popolazione sarda, alla luce di come tali peculiarità possano anche approfondire la ricerca su alcune patologie a cui i sardi sembrano predisposti, come il diabete mellito di tipo 1, beta talassemia e favismo, sclerosi multipla e celiachia.
Recenti confronti tra il genoma dei sardi e quello di alcuni individui del Neolitico e del primo Calcolitico, che vivevano nelle regioni alpine (come Oetzi), tedesche e ungheresi, mostravano notevoli somiglianze tra le due popolazioni, mentre allo stesso tempo sono state notate differenze consistenti tra i campioni preistorici e gli attuali abitanti delle stesse aree geografiche. Da ciò si deduce che, mentre l'Europa centrale e settentrionale hanno subito significativi cambiamenti demografici a causa delle migrazioni post-neolitiche, presumibilmente dalla periferia orientale dell'Europa (steppa pontico-caspica), l'Europa meridionale e, in particolare, la  Sardegna, sono state meno colpite da questi flussi migratori preistorici; i sardi sembrano essere la popolazione che ha meglio conservato il retaggio Neolitico dell'Europa occidentale.
Uno studio del 2018 di Llorente et al. ha scoperto che gli attuali sardi sono la popolazione geneticamente più vicina a quelle neolitiche che intrapresero la migrazione di ritorno dall'Eurasia occidentale al Corno d'Africa 4 500 anni fa. Uno studio del 2020 di Daniel M. Fernandes (Università di Vienna) et al. ha stimato che il genoma dei sardi moderni deriva per circa il 62,5% dai primi agricoltori europei, per il 9,7% dai cacciatori-raccoglitori occidentali, per il 13,9% dagli agricoltori iraniani del Ganj Dareh (o cacciatori-raccoglitori caucasici) e, infine, per il 10,6% dai pastori delle steppe occidentali. Lo stesso studio, grazie alla comparazione tra il DNA antico e quello moderno, ha rilevato il susseguirsi di considerevoli flussi migratori verso l'isola a partire dall'Età del ferro.
Tuttavia, i sardi nel loro complesso non sono geneticamente una popolazione omogenea: alcuni studi hanno trovato alcune differenze tra i vari villaggi dell'isola; a questo proposito, l'area montuosa dell'Ogliastra (parte della più ampia regione della Barbagia) è più distante dal resto dell'Europa e dal Mediterraneo rispetto ad altre subregioni sarde situate in pianura e nelle aree costiere, in parte perché queste aree più accessibili mostrano, come il resto della maggior parte d'Europa, un moderato afflusso genetico da parte degli allevatori della cultura di Jamna, ritenuti portatori delle lingue indoeuropee in Europa, il cui contributo nel genoma dei sardi moderni è stimabile intorno al 10%, mentre l'Ogliastra avrebbe mantenuto inalterate le radici mesolitiche/neolitiche.
Secondo uno studio pubblicato nel 2014, la diversità genetica tra alcuni individui sardi provenienti da diverse regioni dell'isola è tra sette e trenta volte superiore a quella trovata tra altre etnie europee che vivono a migliaia di chilometri di distanza l'una dall'altra, come spagnoli e rumeni. Un fenomeno simile è comune ad alcune altre popolazioni isolate, come i gruppi ladini che vivono in Veneto e nell'area alpina, dove l'orografia locale non ha facilitato le comunicazioni intraregionali.
Tuttavia, mentre è stato rilevato un altissimo grado di differenziazione genetica interindividuale in più occasioni, altri studi hanno anche affermato che tale variabilità non si verifica tra le principali macro-regioni dell'isola: una regione sarda come la Barbagia non ha presentato differenze significative dalle zone costiere, come quella di Cagliari e di Oristano. Uno studio di Contu et al. (2008) ha riscontrato un grado relativamente elevato di omogeneità genetica tra individui sardi provenienti da tre diverse regioni dell'isola: l'area più settentrionale (Tempio, Gallura), una zona centrale (Sorgono, Barbagia dei Mandrolisai) e l'area più meridionale (Cagliari, Campidano). Un altro studio, basato sul modello di regressione logistica multinomiale, ha suggerito nuovamente un alto grado di omogeneità all'interno della popolazione sarda.
Lo studio “SardiNIA”, condotto nel 2015, mostra attraverso l'indice di fissazione FST una chiara differenziazione genetica tra i sardi (sequenza del genoma intero di 2 120 individui provenienti da tutta l'isola e in particolare dalla valle di Lanusei) e le popolazioni della penisola italiana (mille genomi), oltre a riportare una differenza ancora più marcata tra i sardi della valle di Lanusei e le altre popolazioni europee. Questo modello di differenziazione è anche evidente nelle lunghezze per gli aplotipi che circondano loci di varianti rare, con una lunghezza di aplotipo simile per le popolazioni sarde e una minore lunghezza per popolazioni con basso grado di ascendenza comune.

## Galleria d'immagini

Abiti e maschere tradizionali sarde
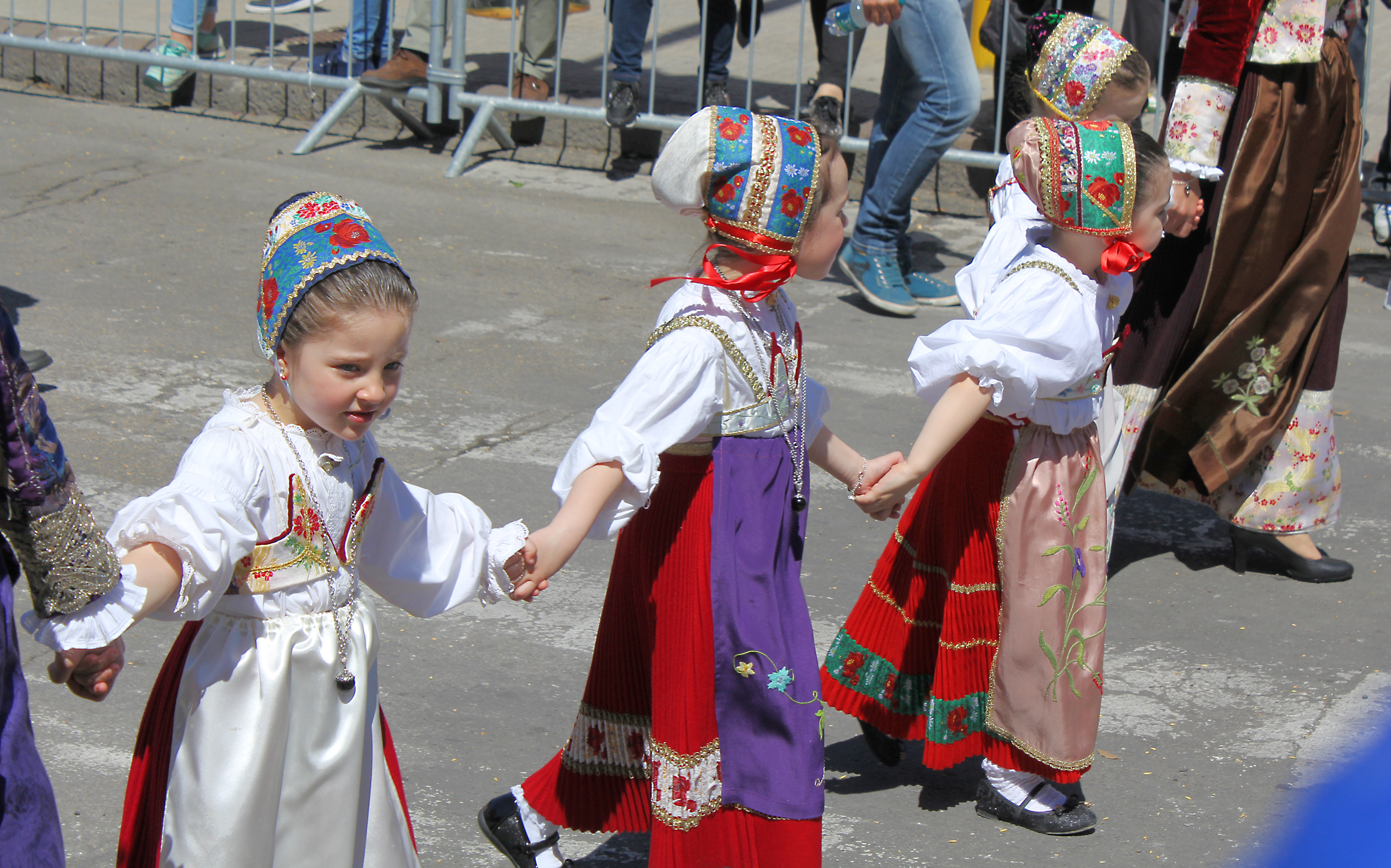
Bambine in abito tradizionale di Ovodda
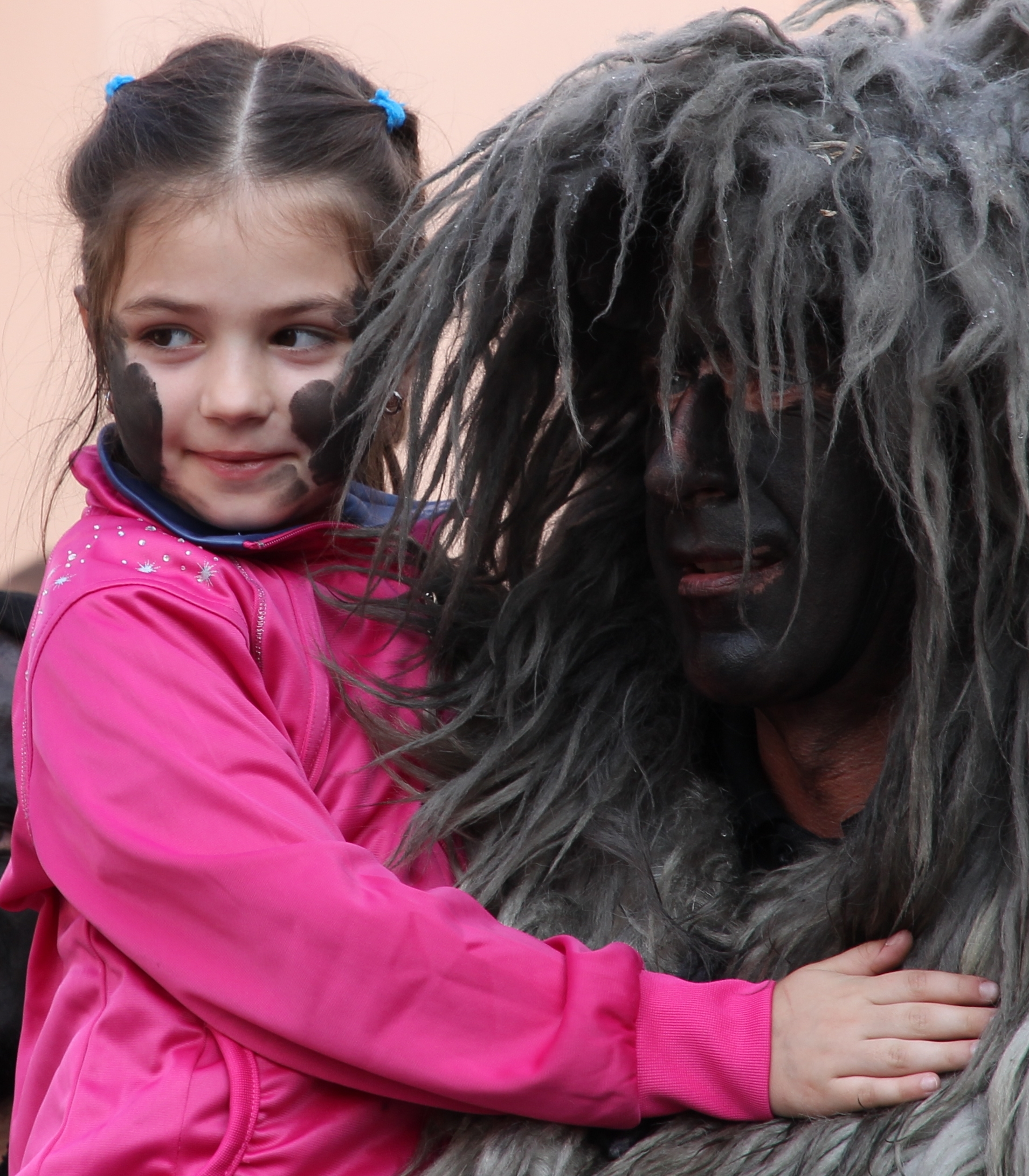
Urthos maschera di Fonni
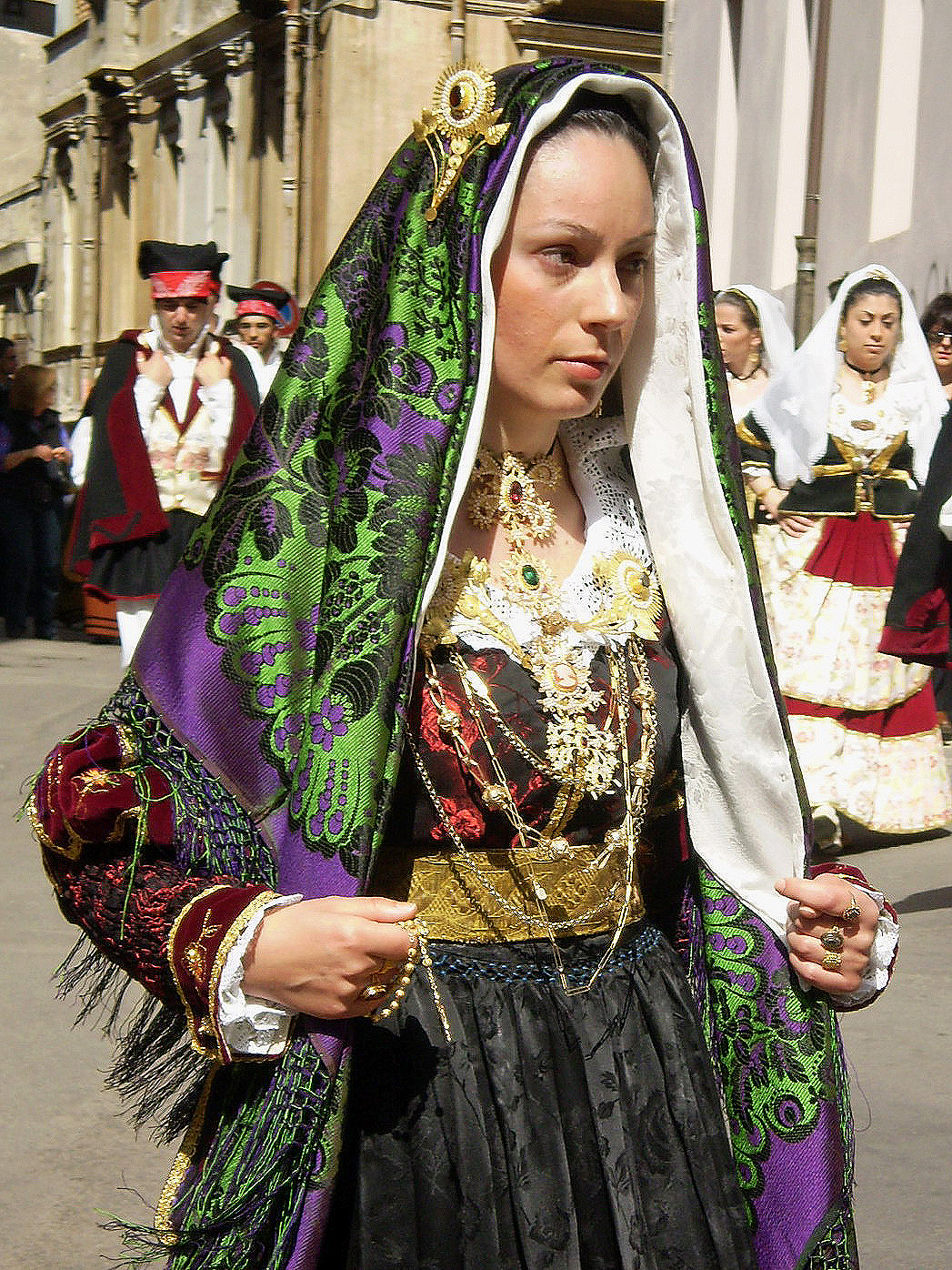
Abito da Maracalagonis
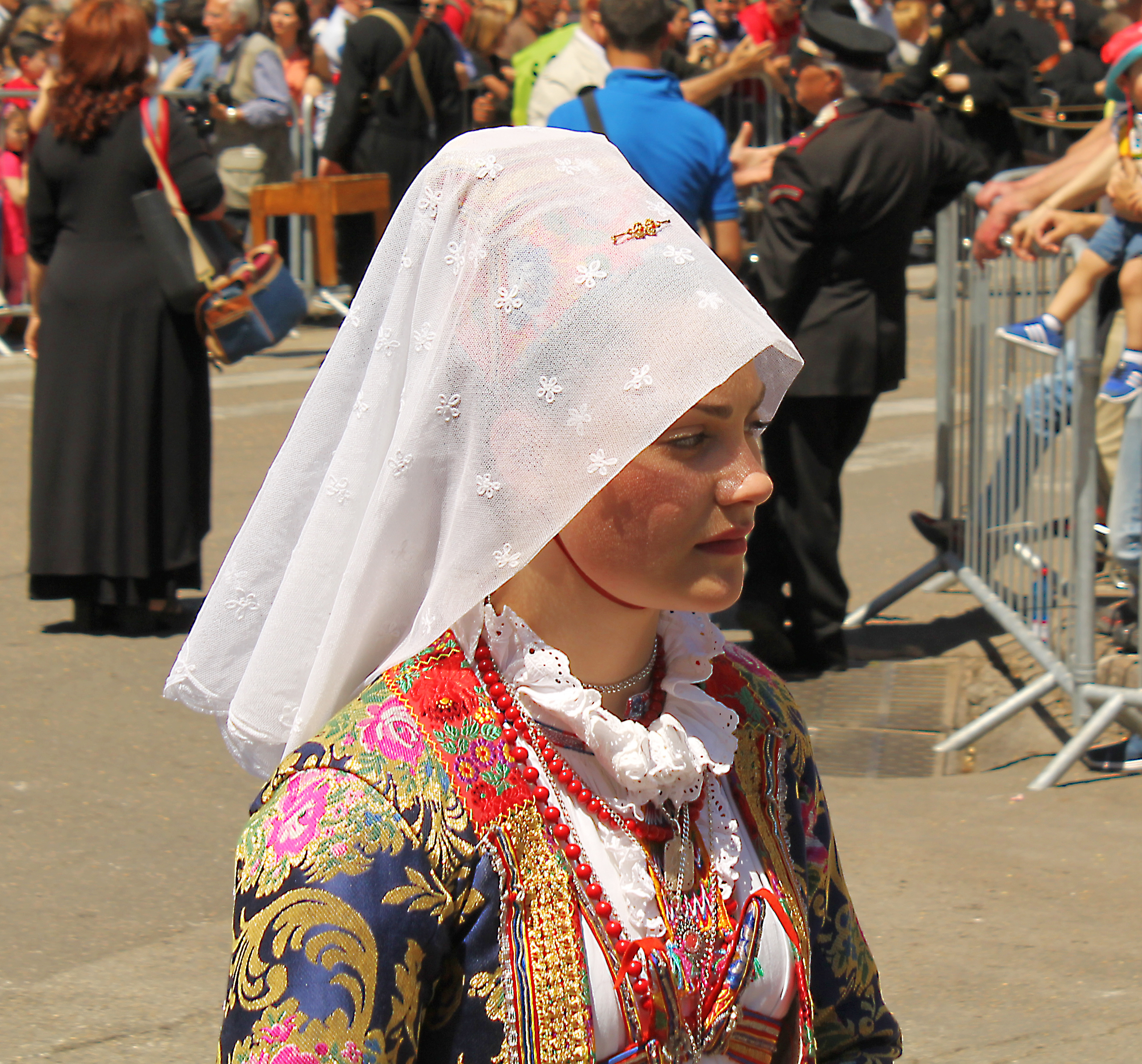
Donna da Ollolai
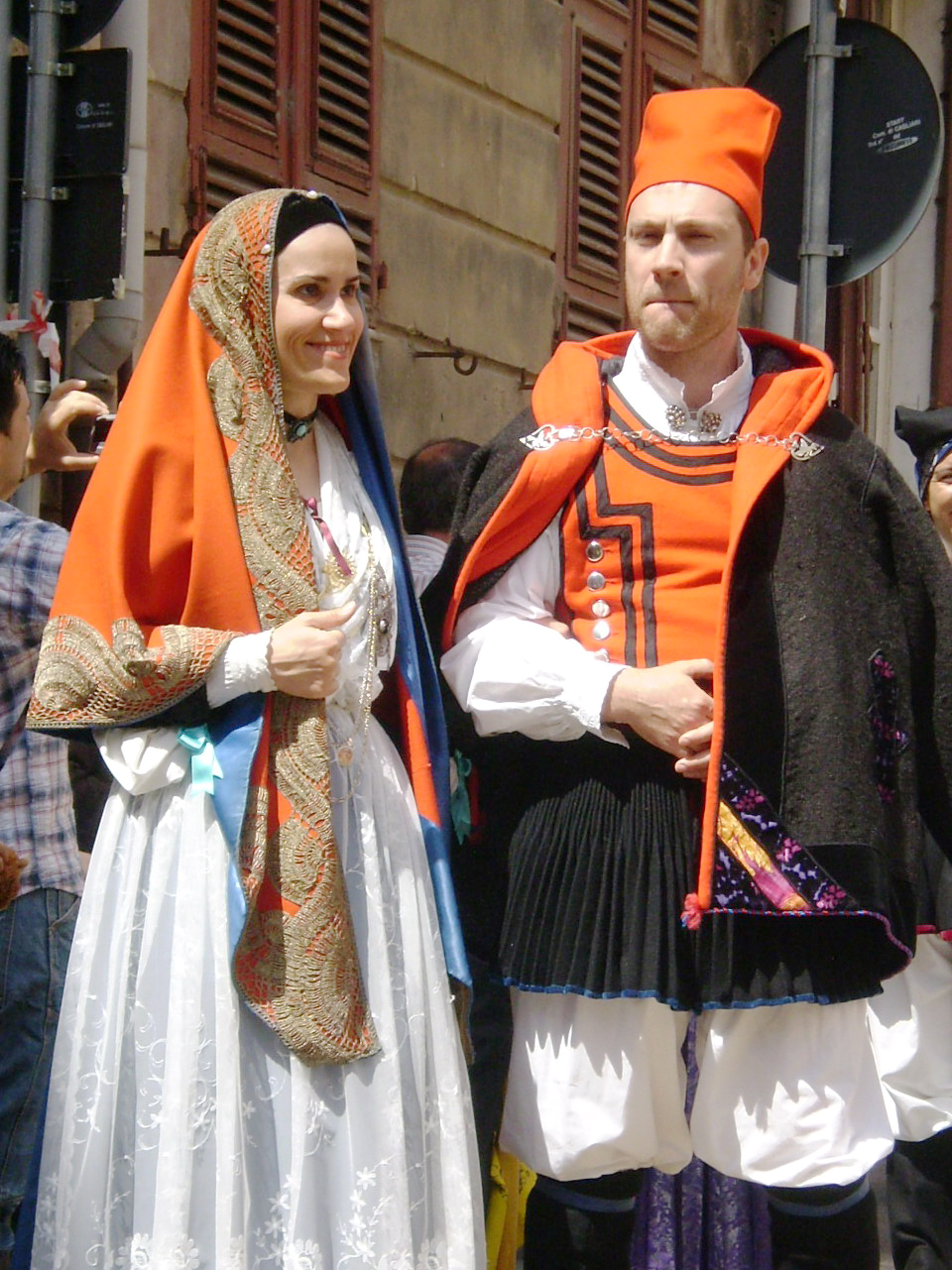
Abiti di Cagliari
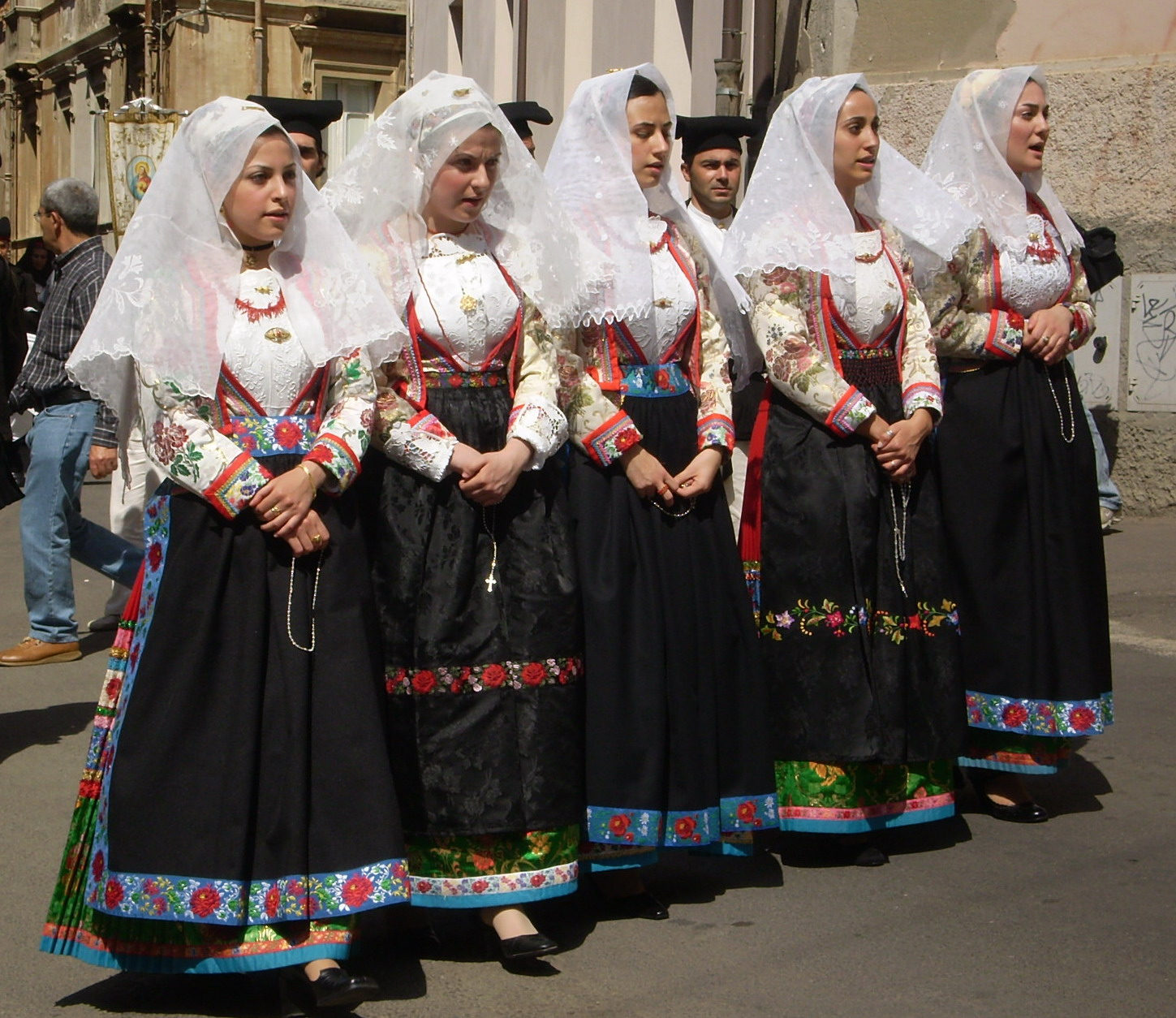
Abiti da Busachi
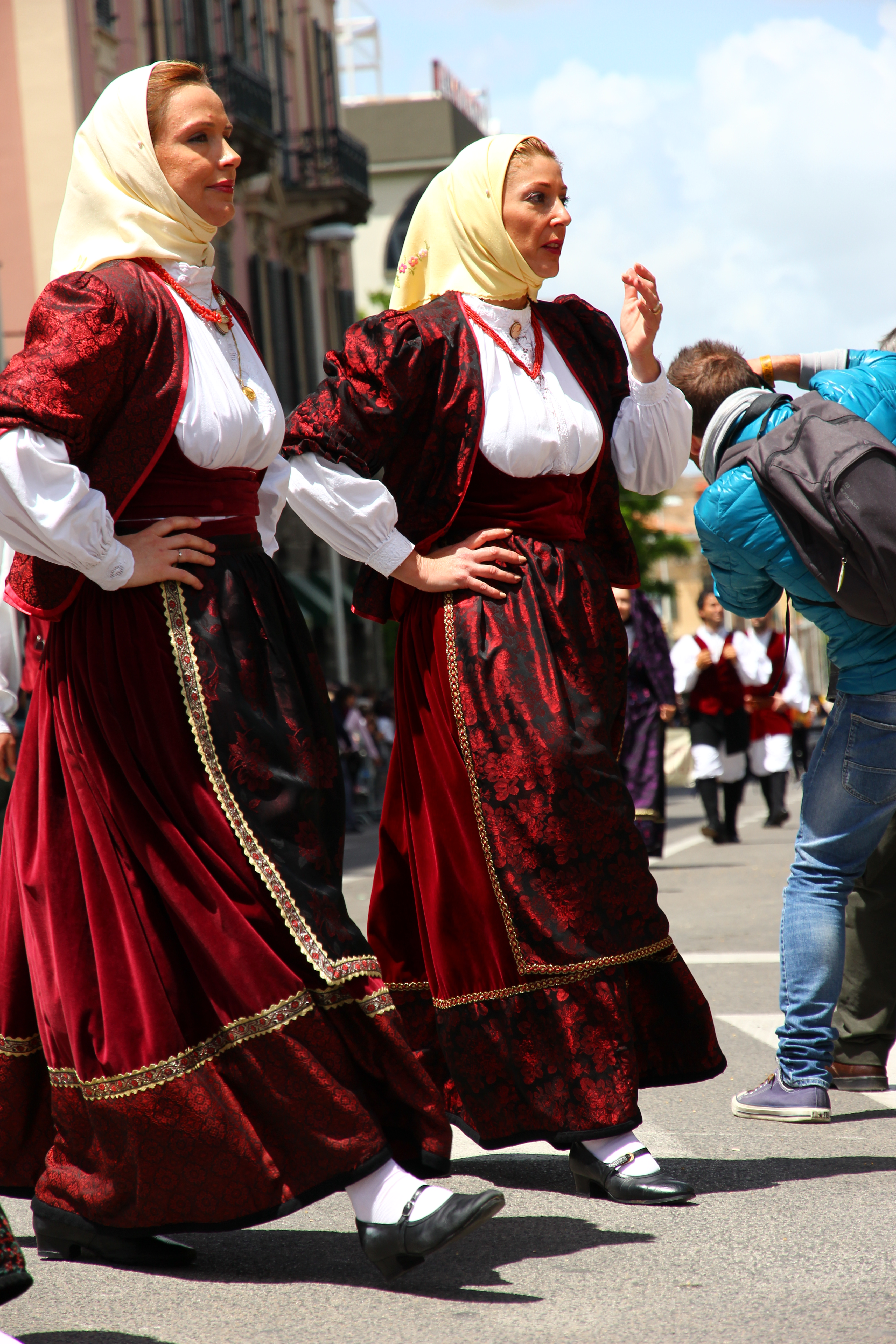
Abiti da Olbia
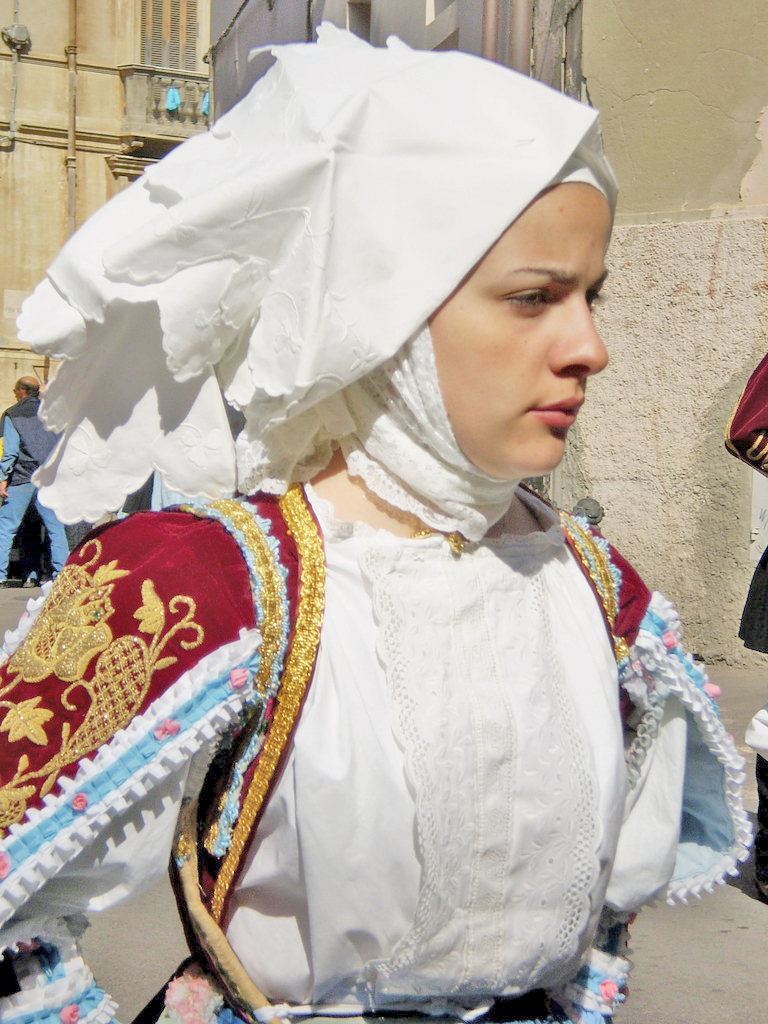
Abiti da Sennori
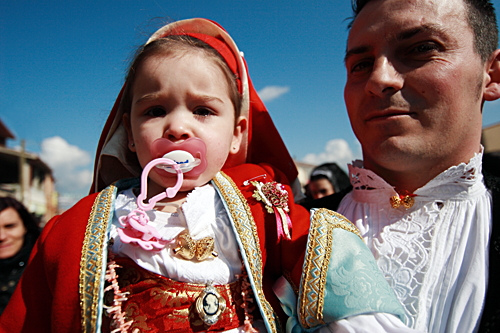
Abiti da Oristano
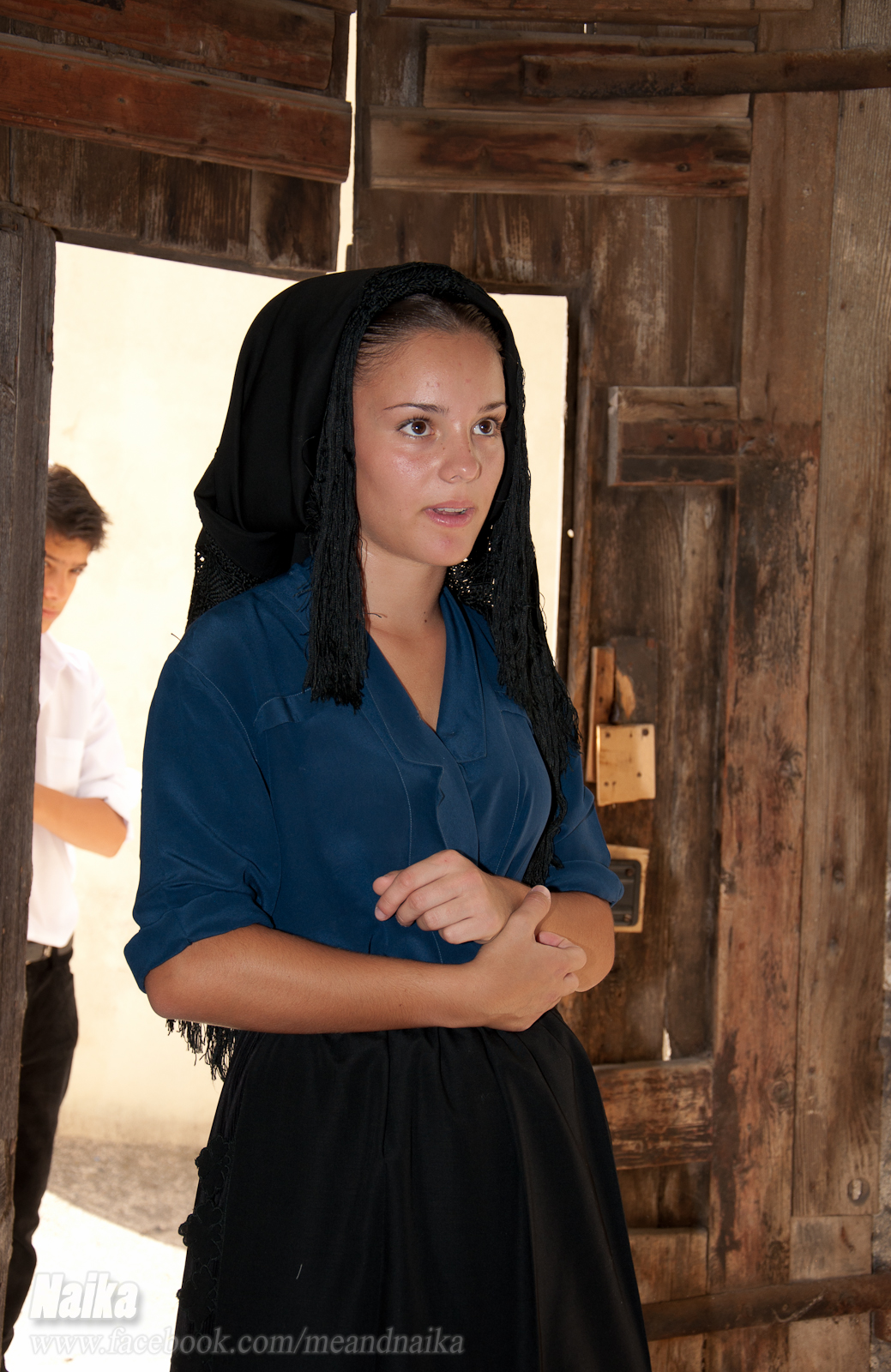
Abito tradizionale Dorgali
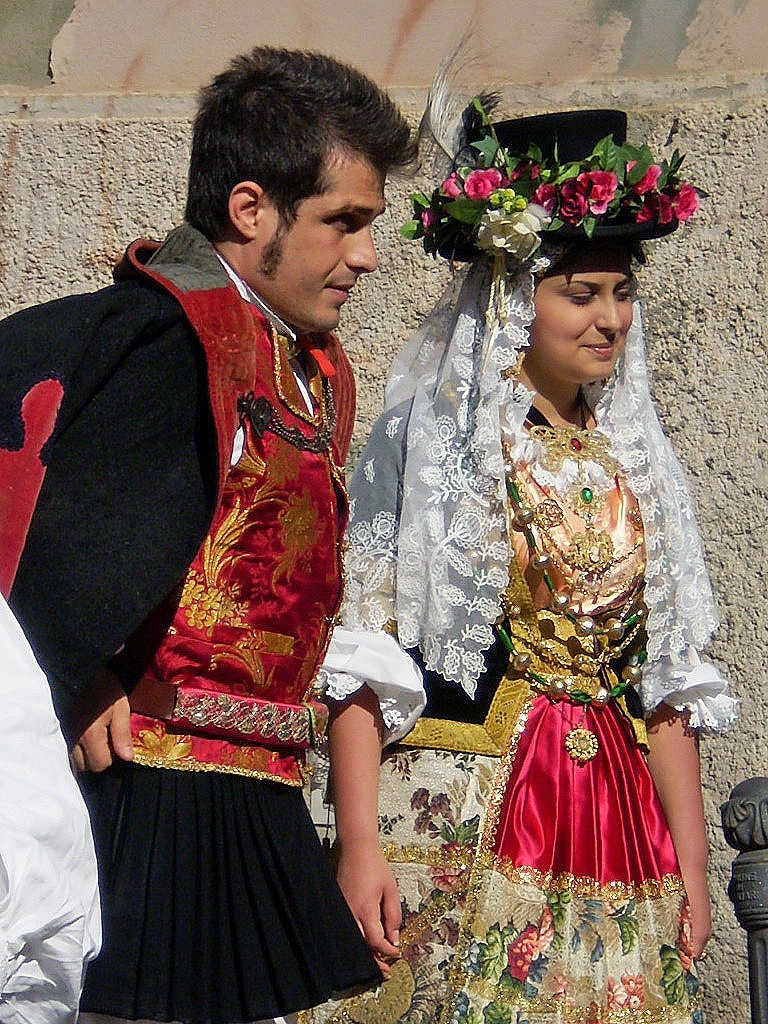
Abiti da Quartu Sant'Elena
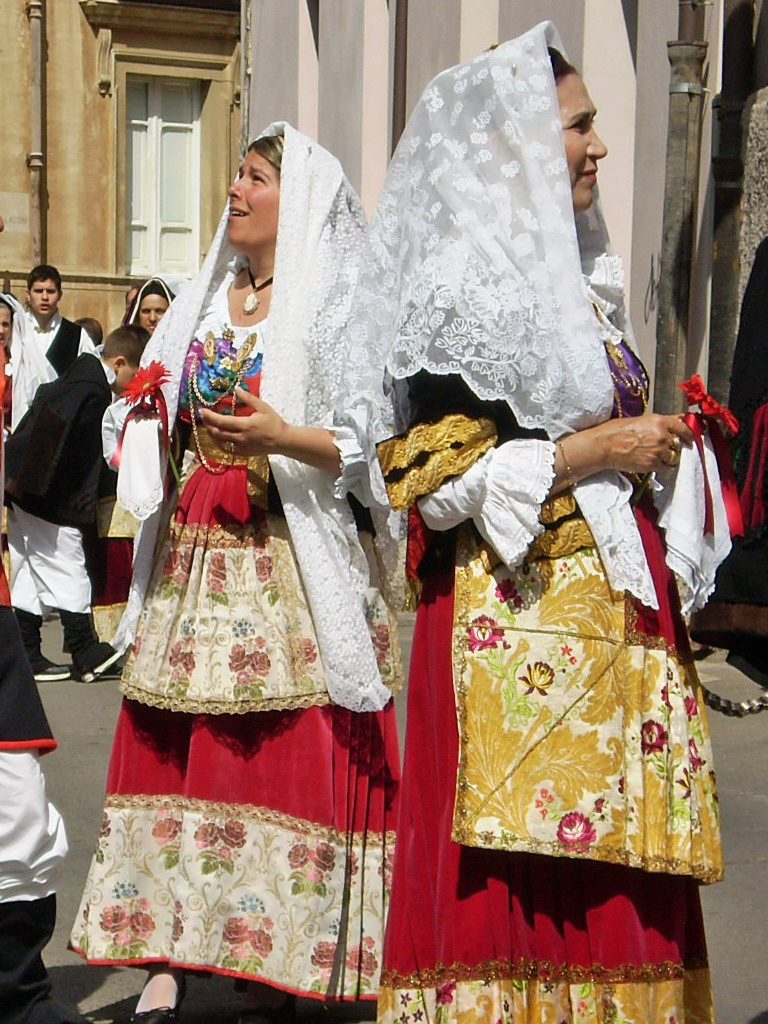
Abiti da Selargius
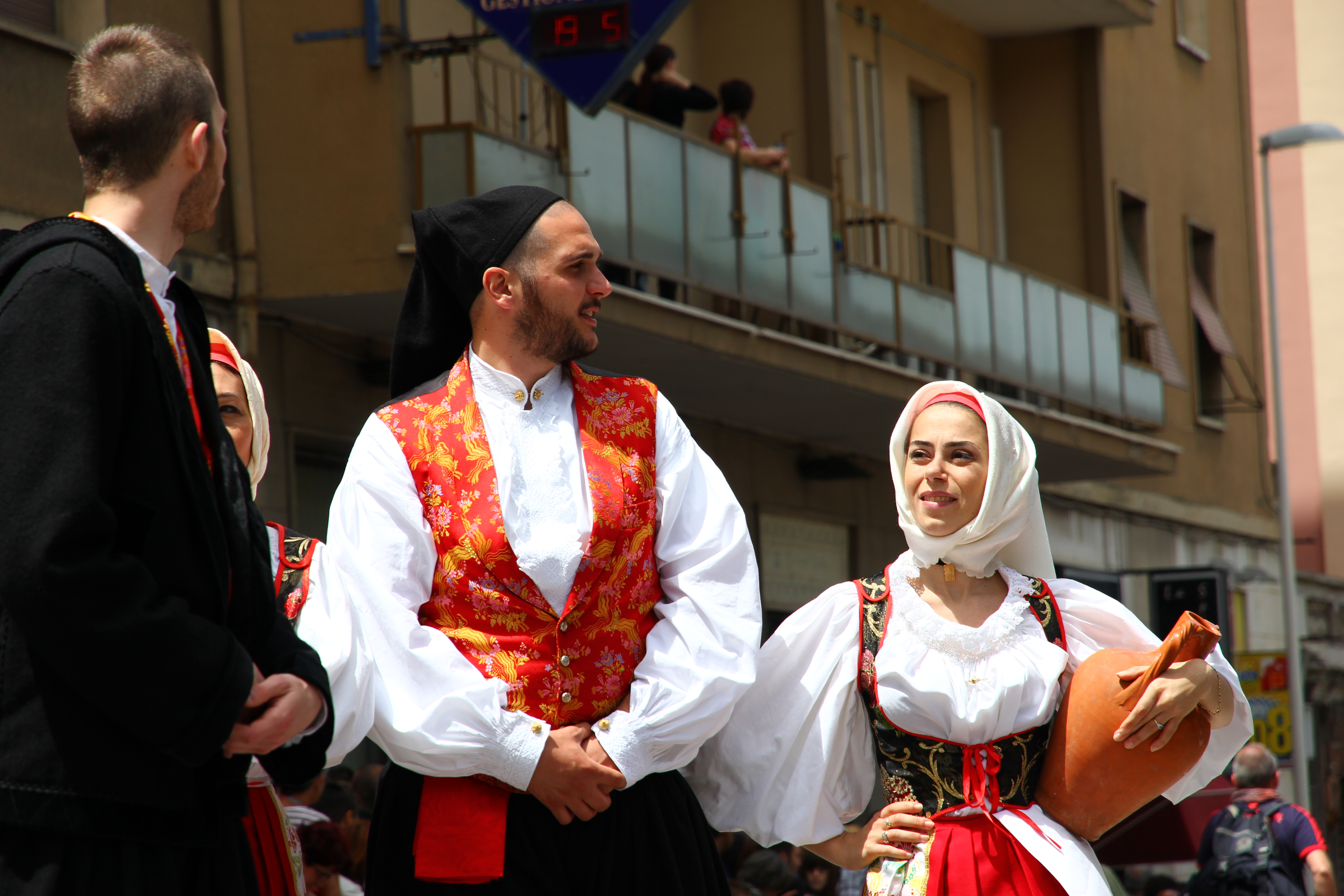
Abiti da Assemini
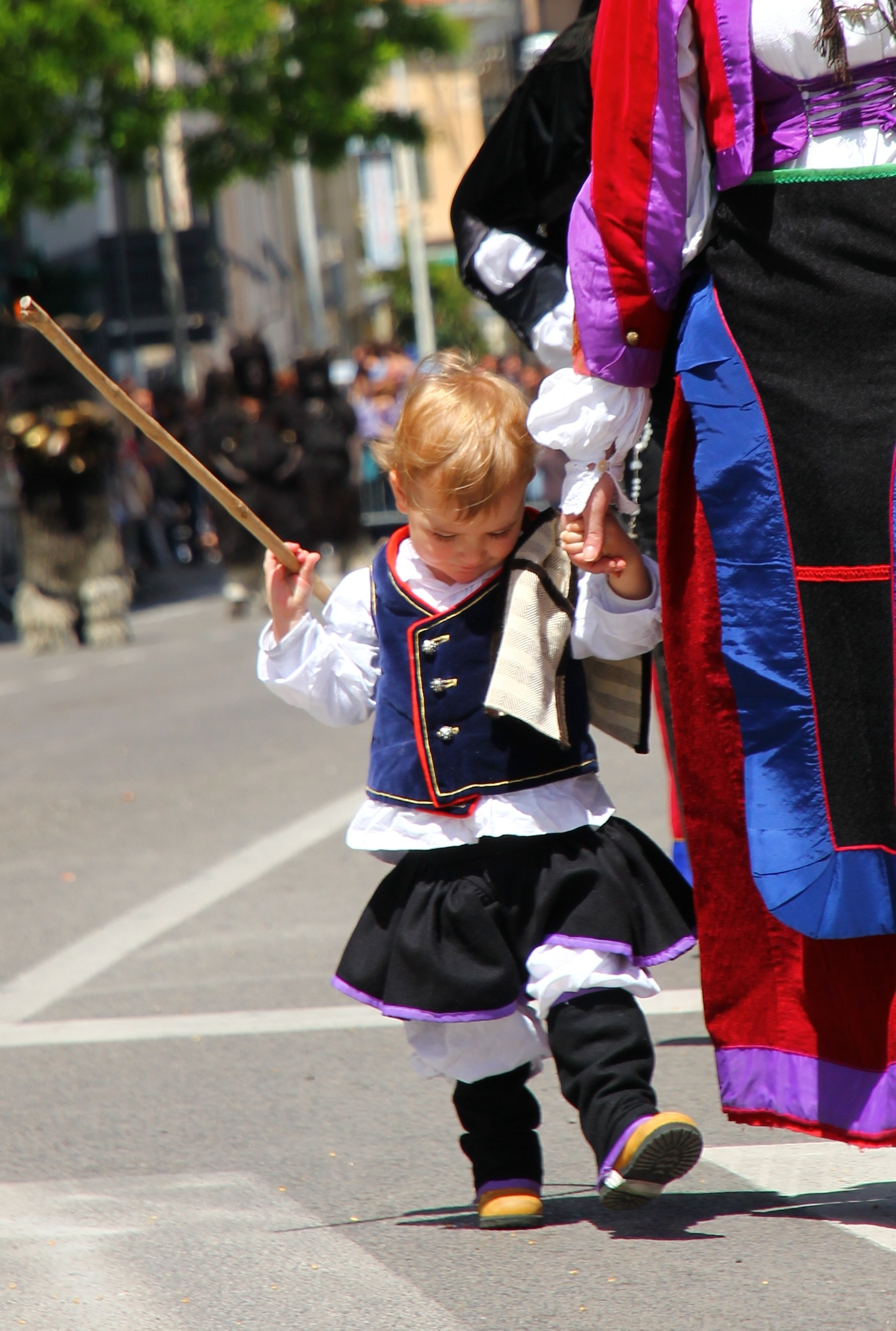
Bambino da Aritzo
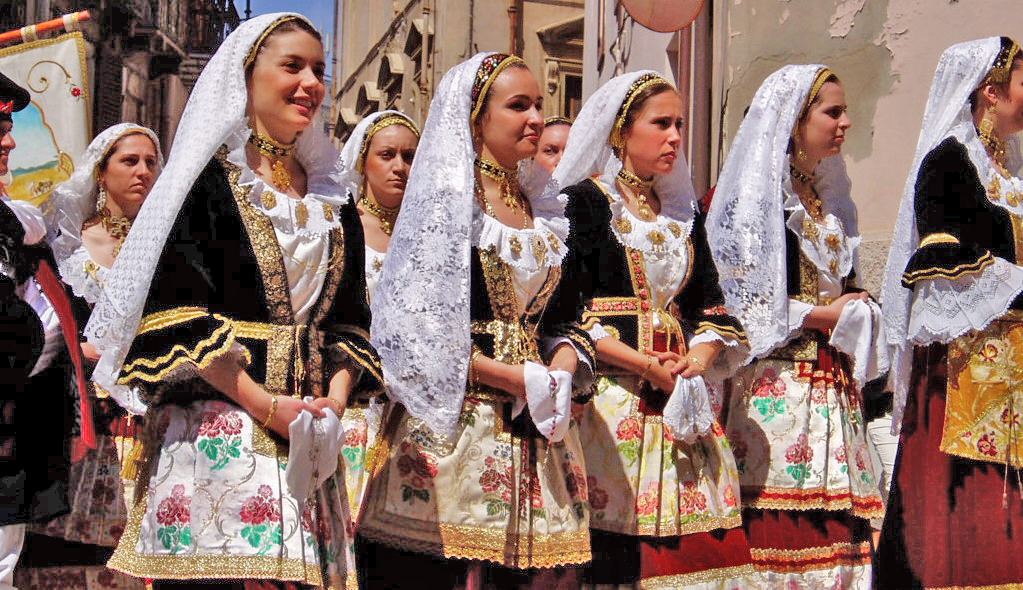
Donne in costume tradizionale (Selargius)
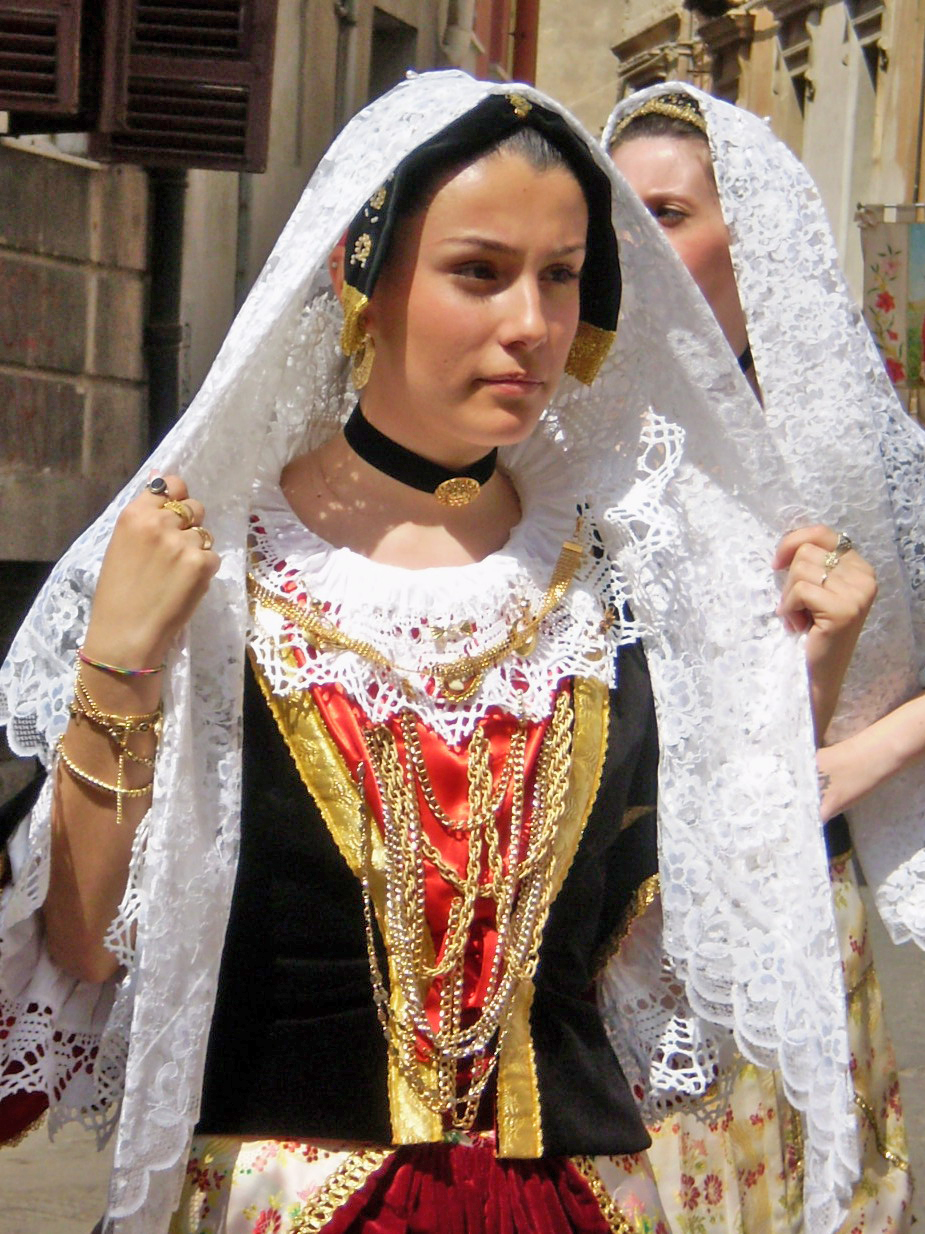
Costume da Settimo San Pietro
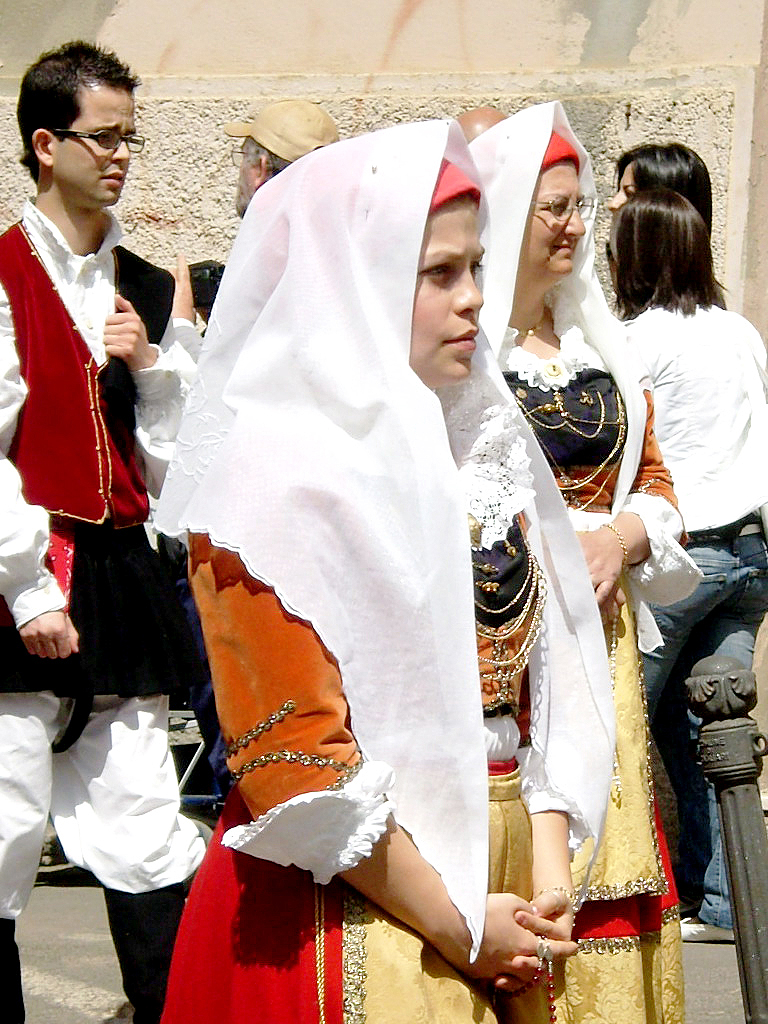
Costume da Dolianova
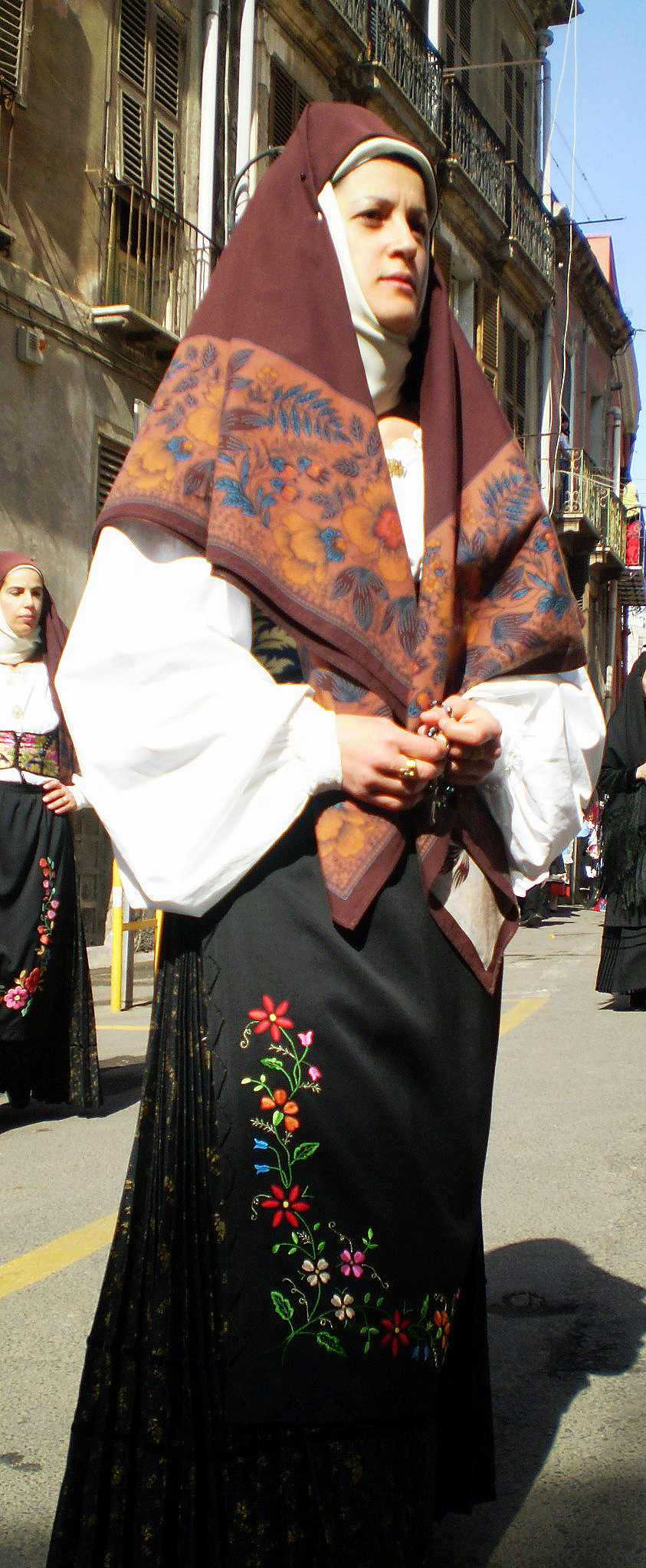
Costume da Nuragus
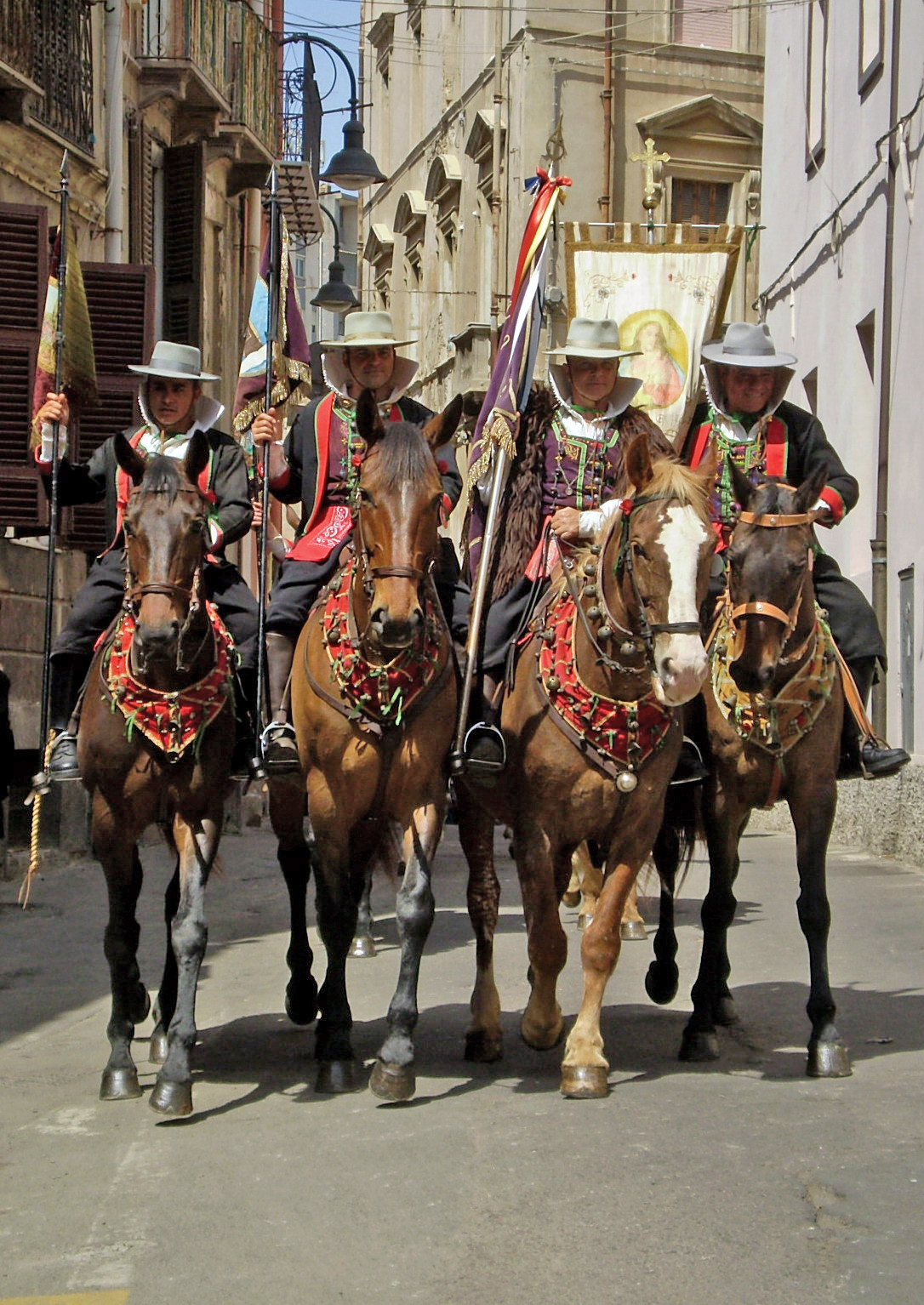
Cavalieri da Teulada
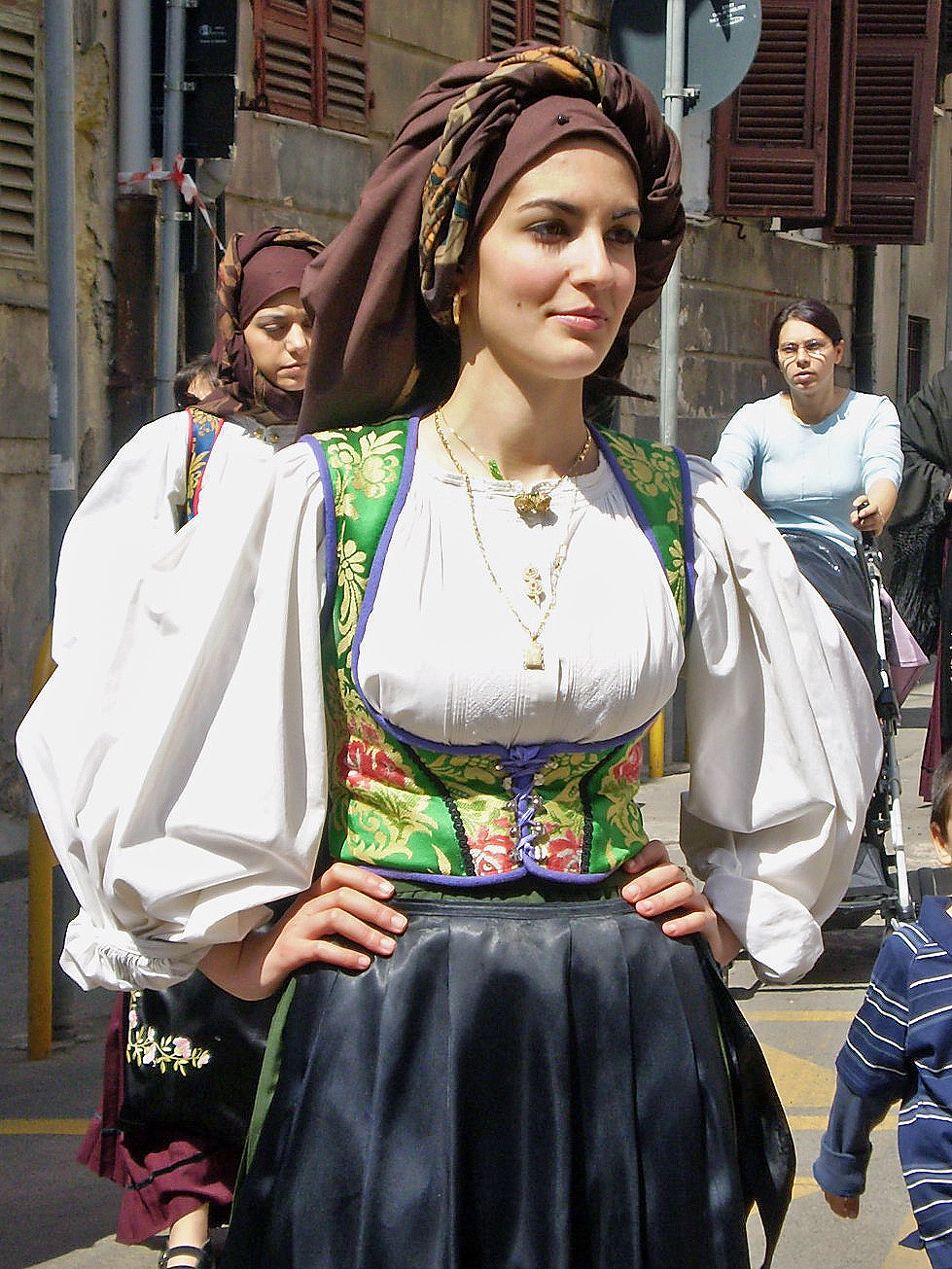
Abito tradizionale di Laconi
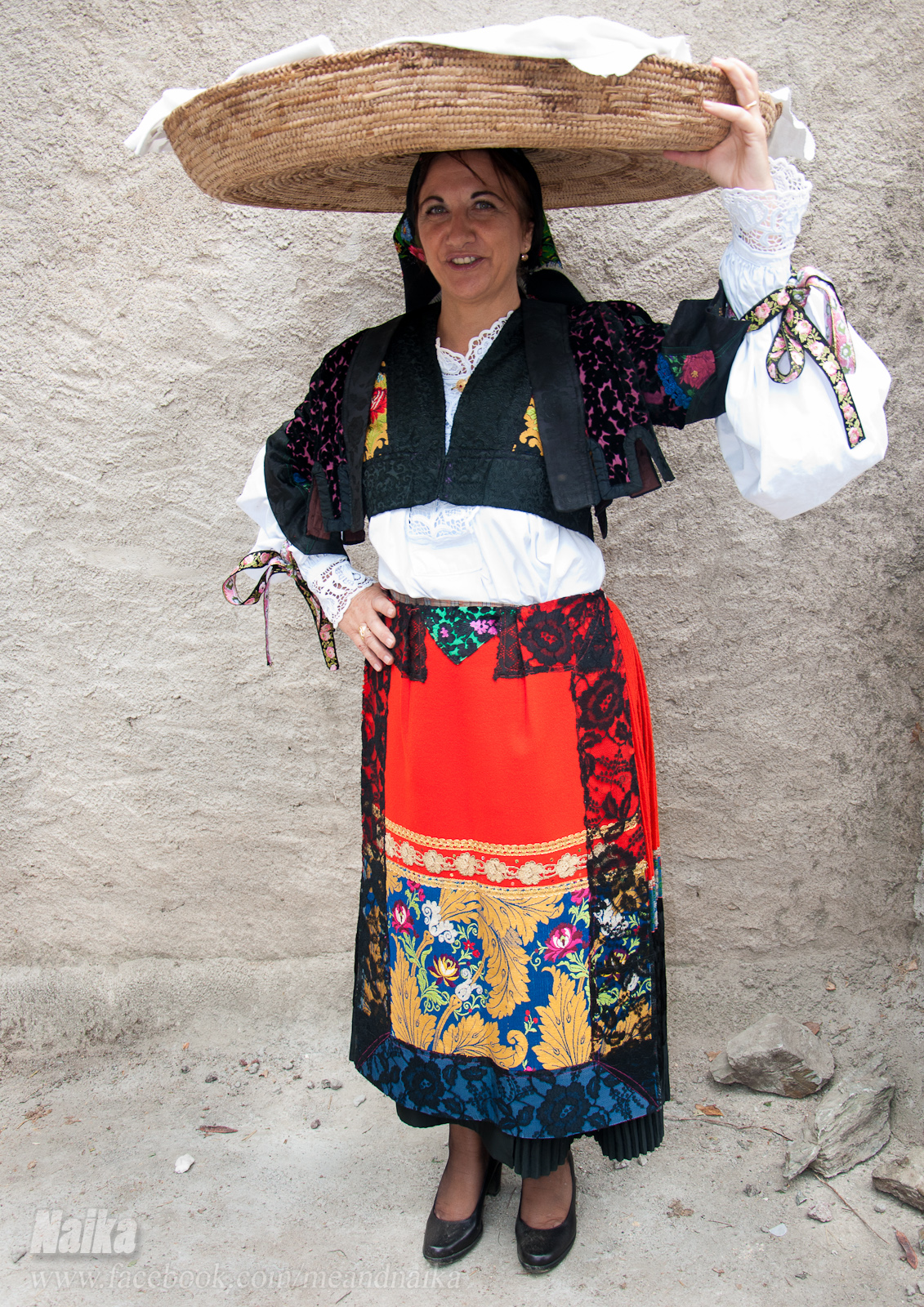
Abito di Tonara
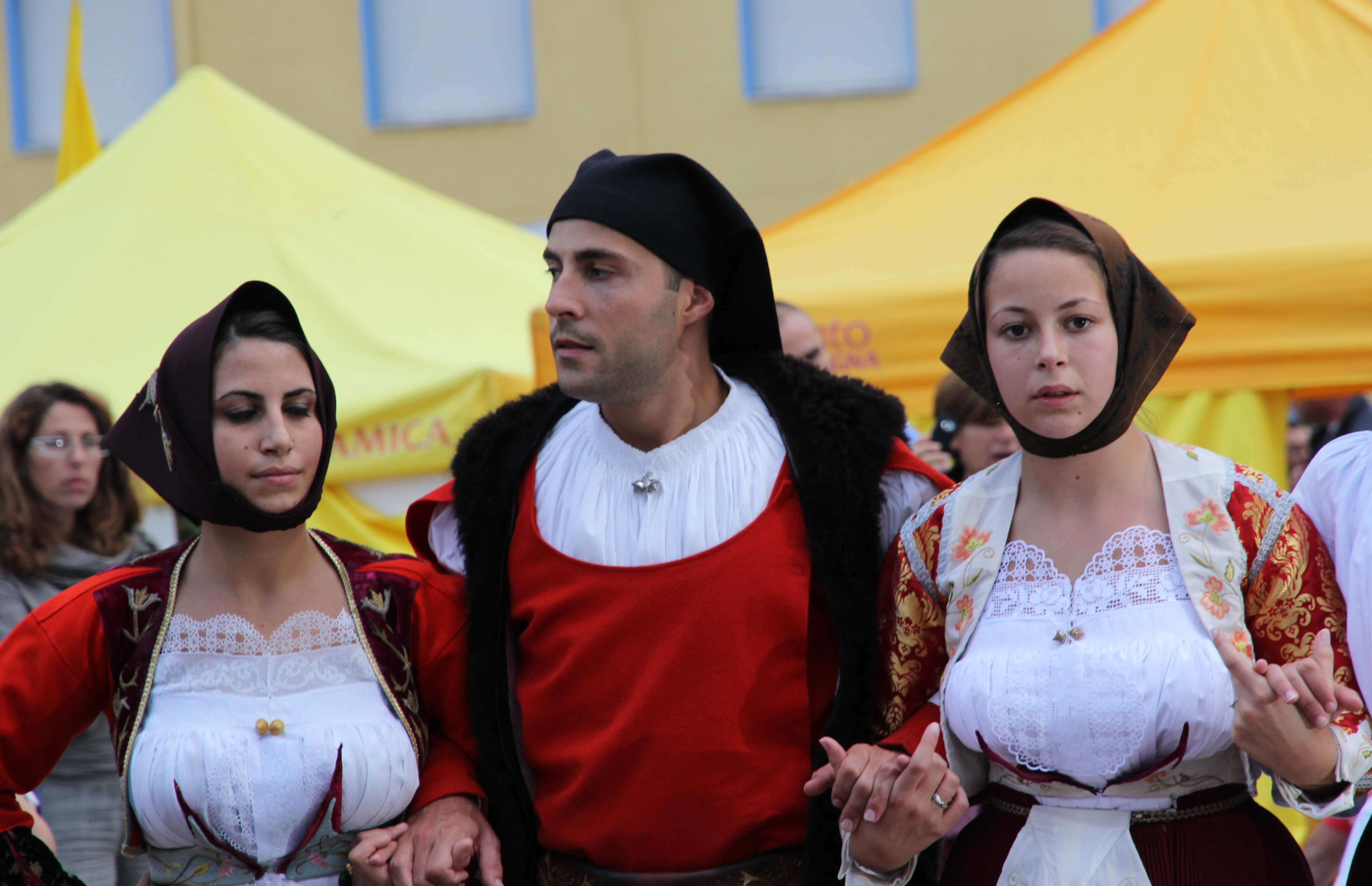
Abito di Fonni
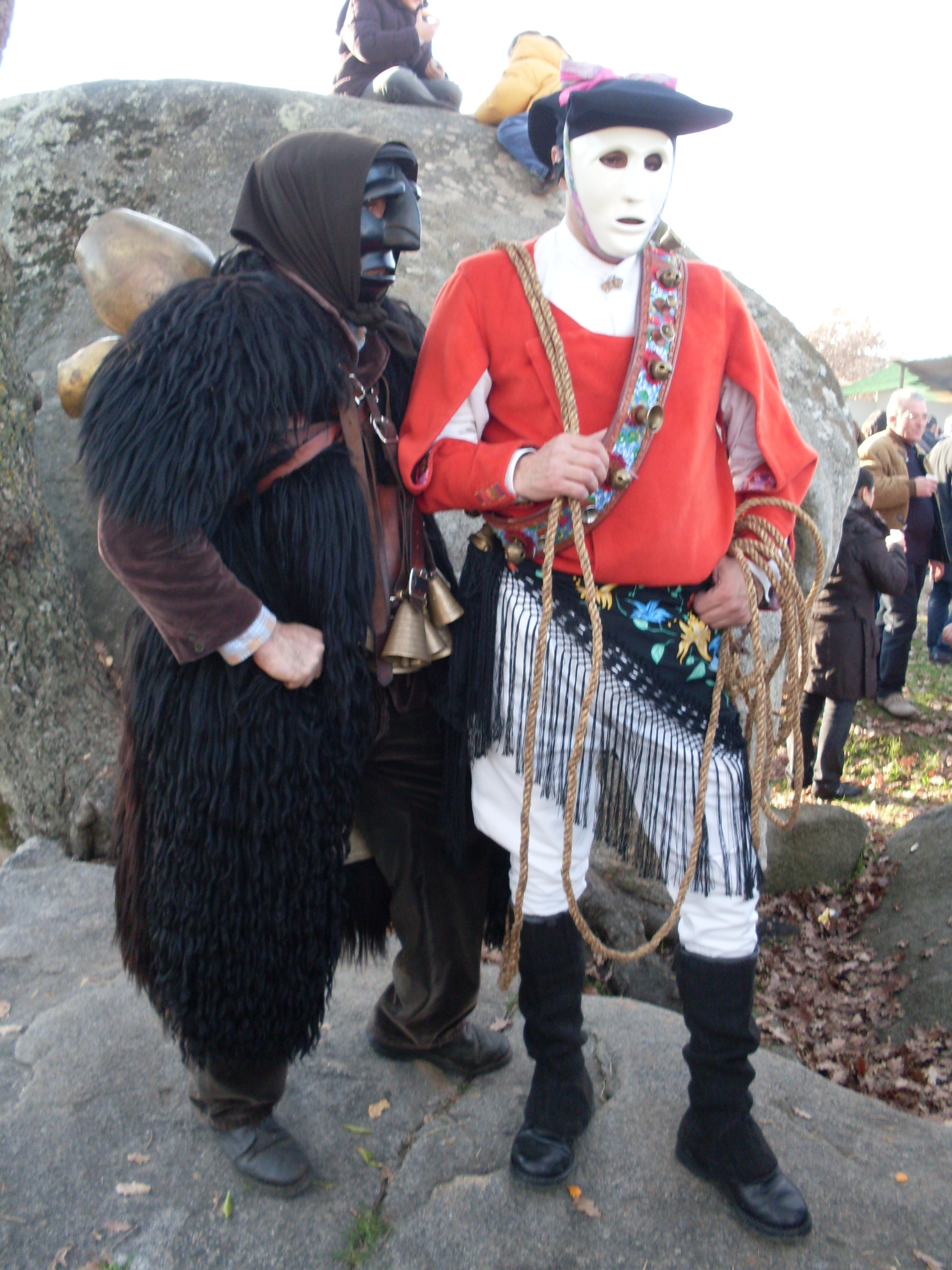
Un Mamuthone e un Issohadore, carnevale tradizionale di Mamoiada
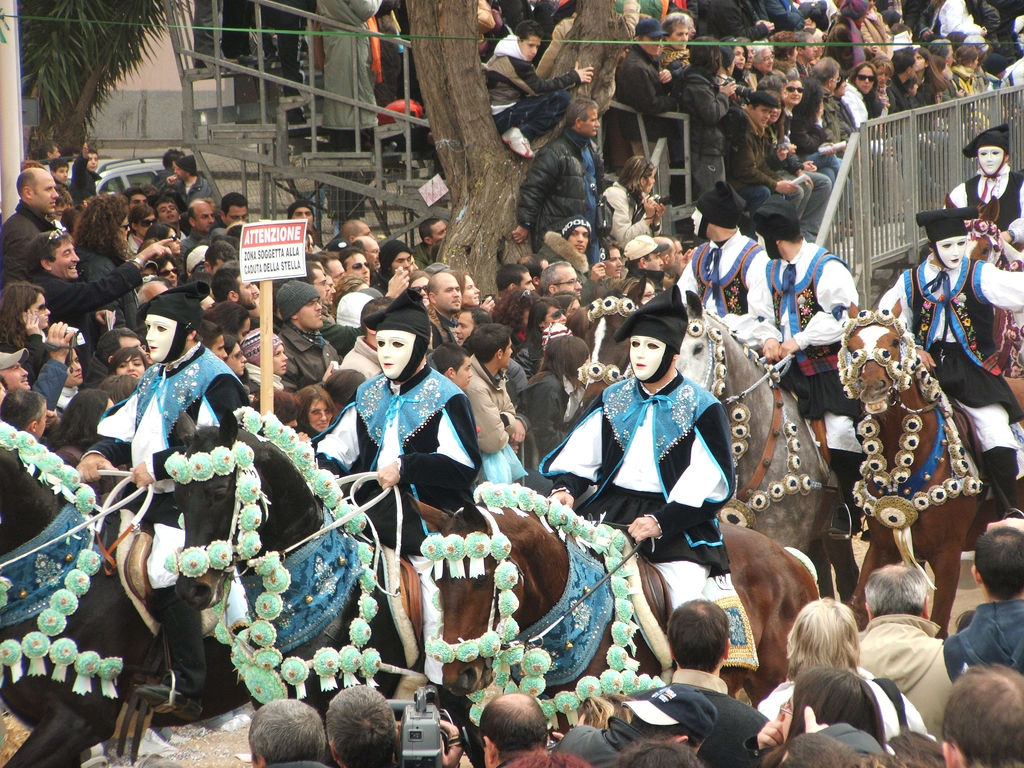
Cavalieri sardi a Sa Sartiglia (Oristano)
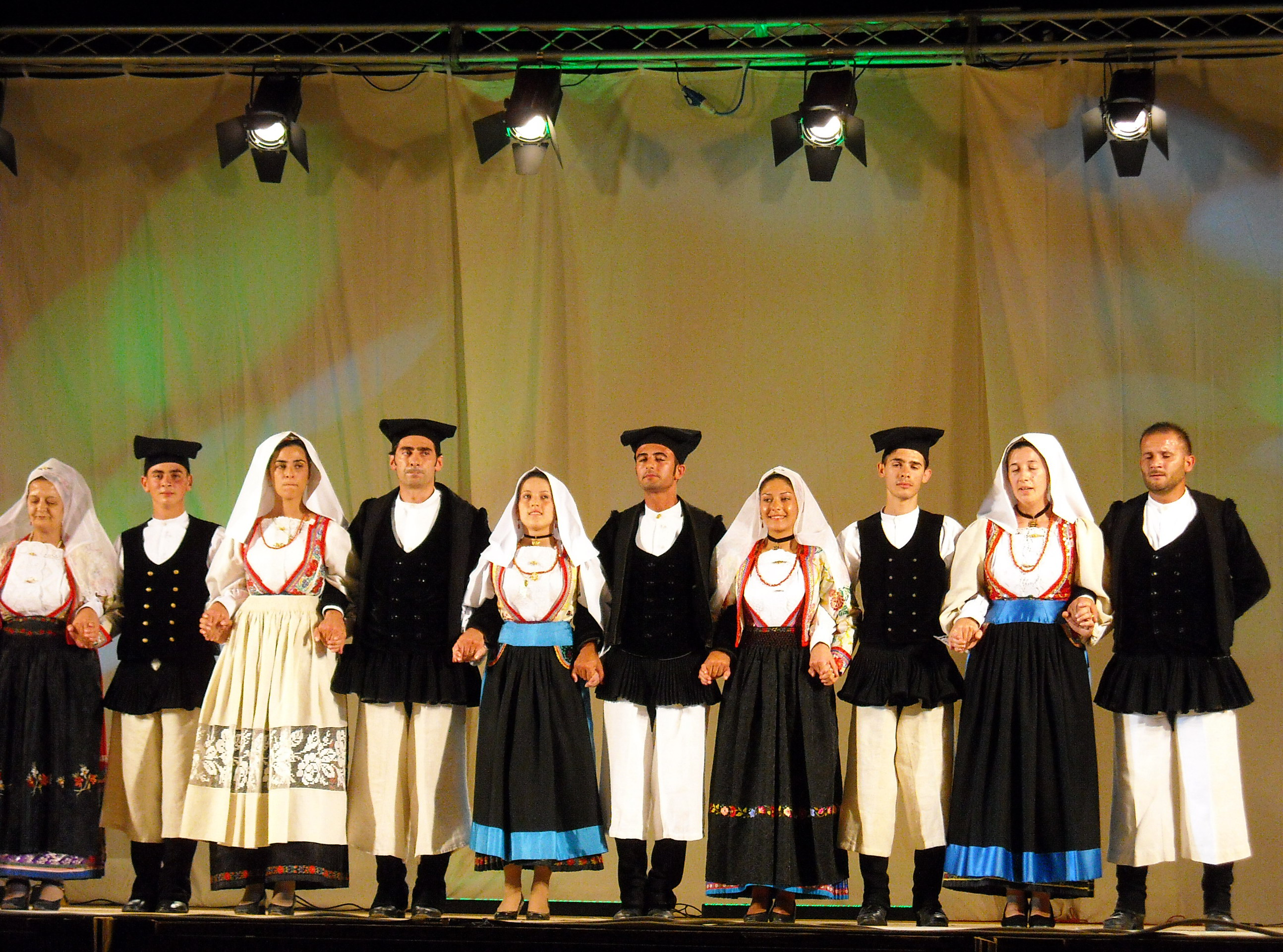
Abiti tradizionali (Busachi)
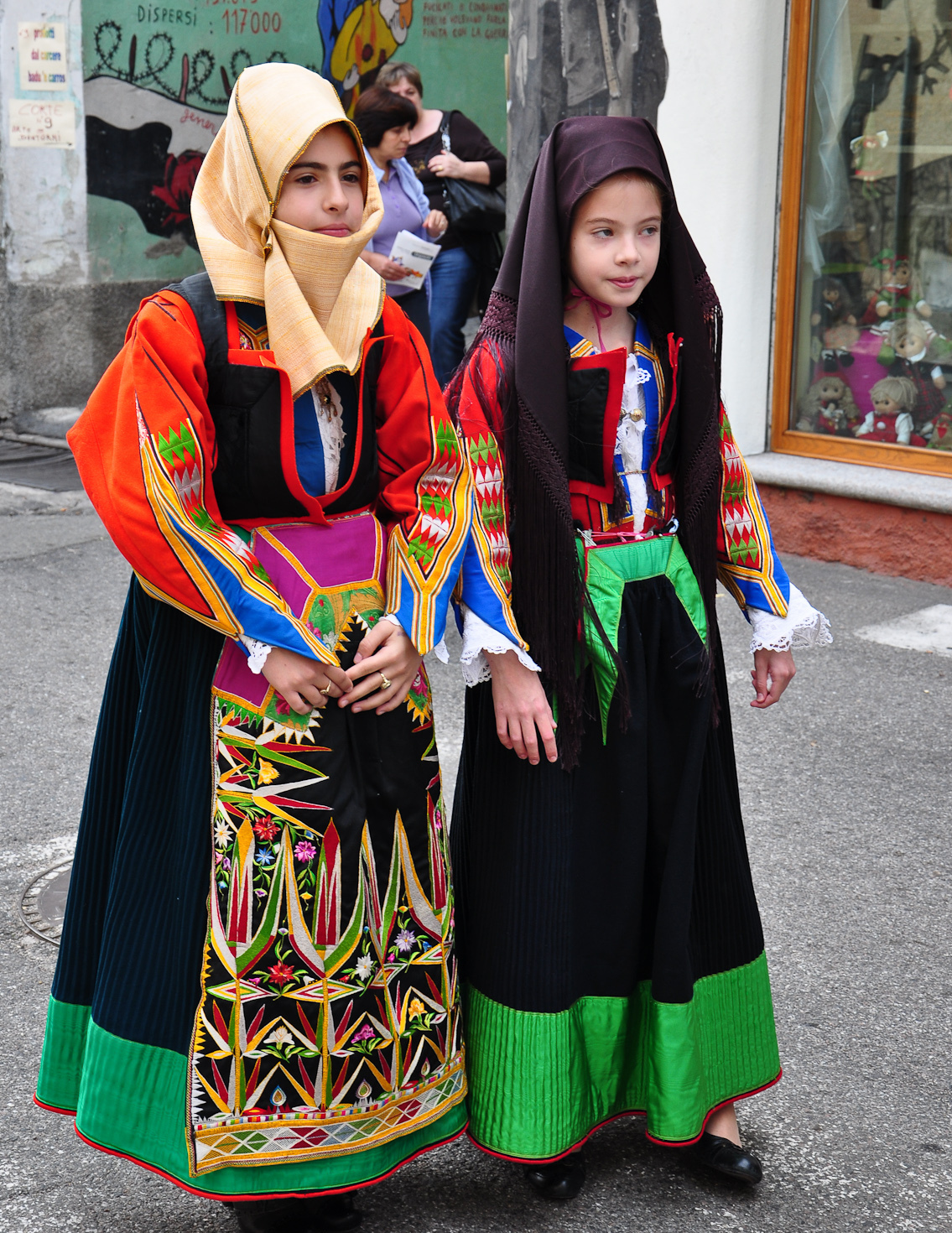
Costume di Orgosolo
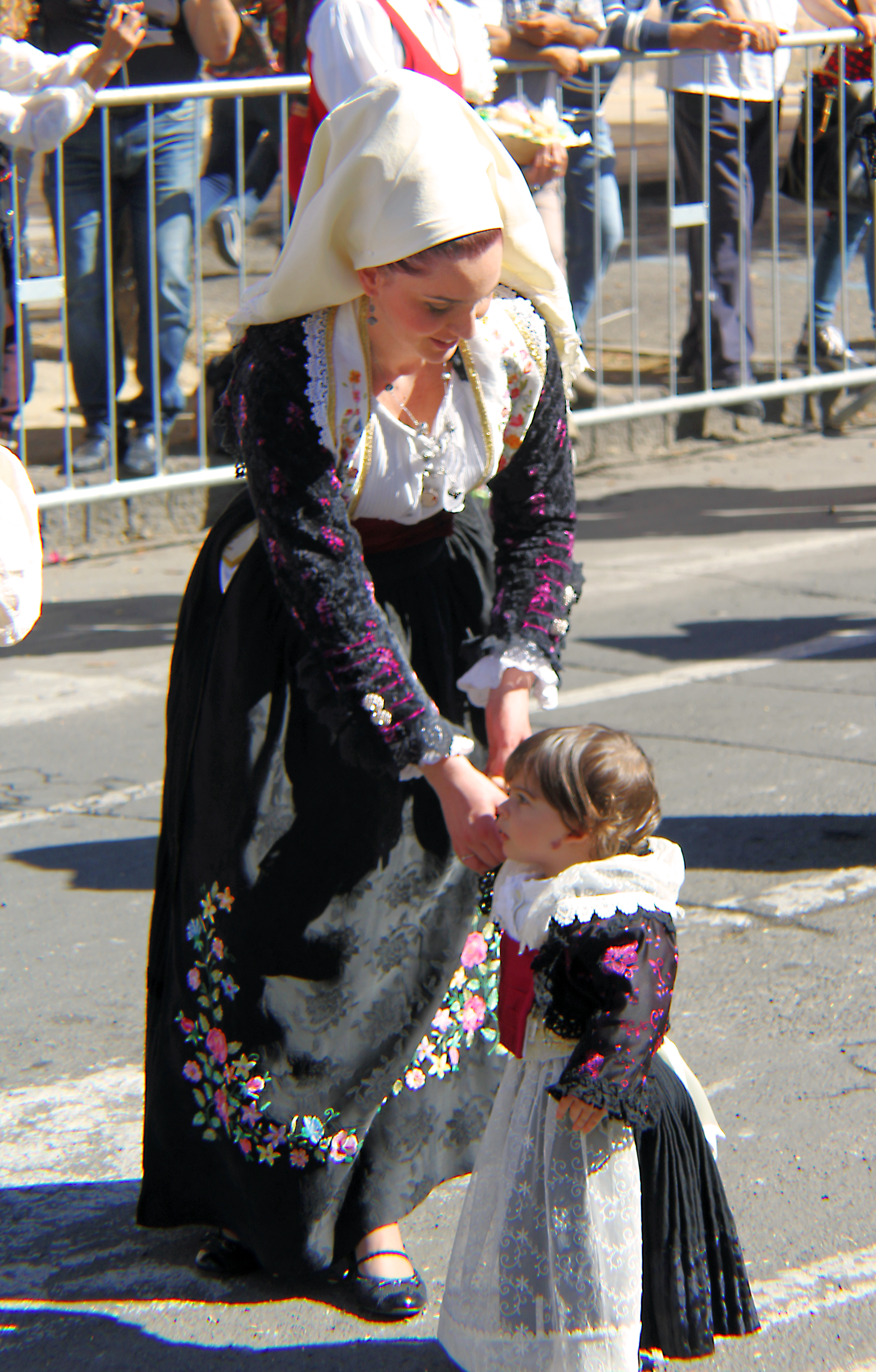
Costume di Florinas
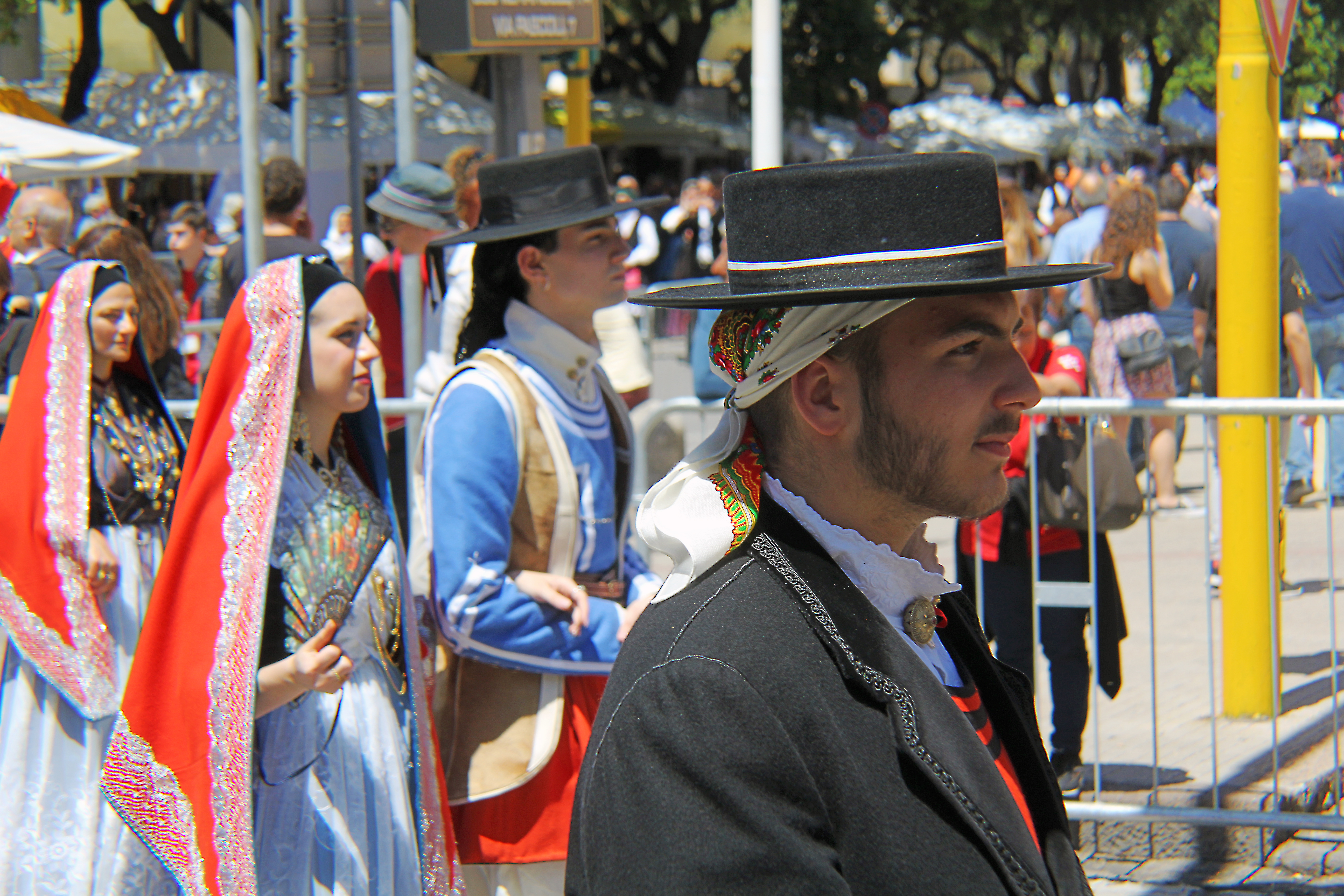
Costume di Cagliari
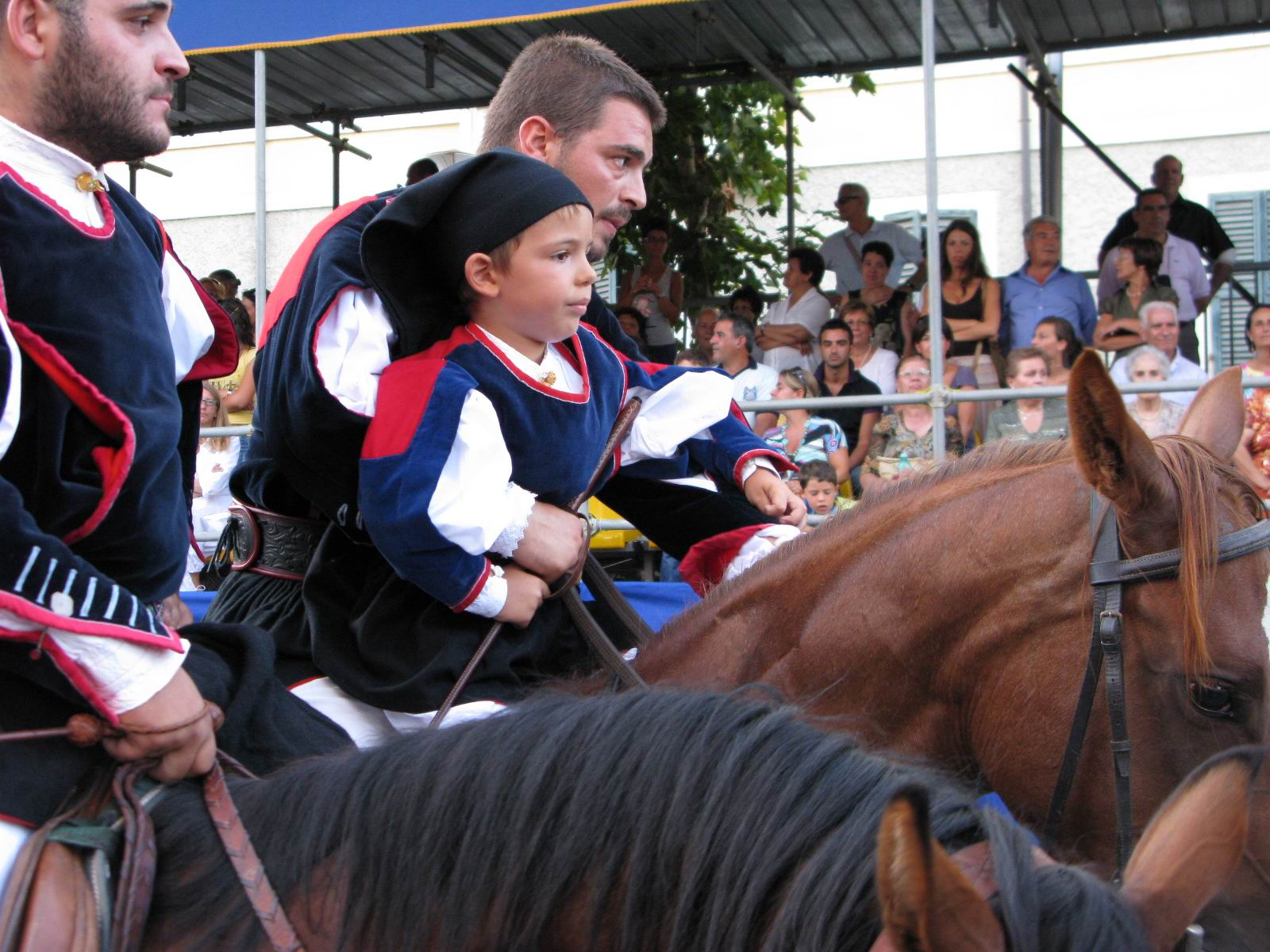
Sagra del Redentore (Nuoro)
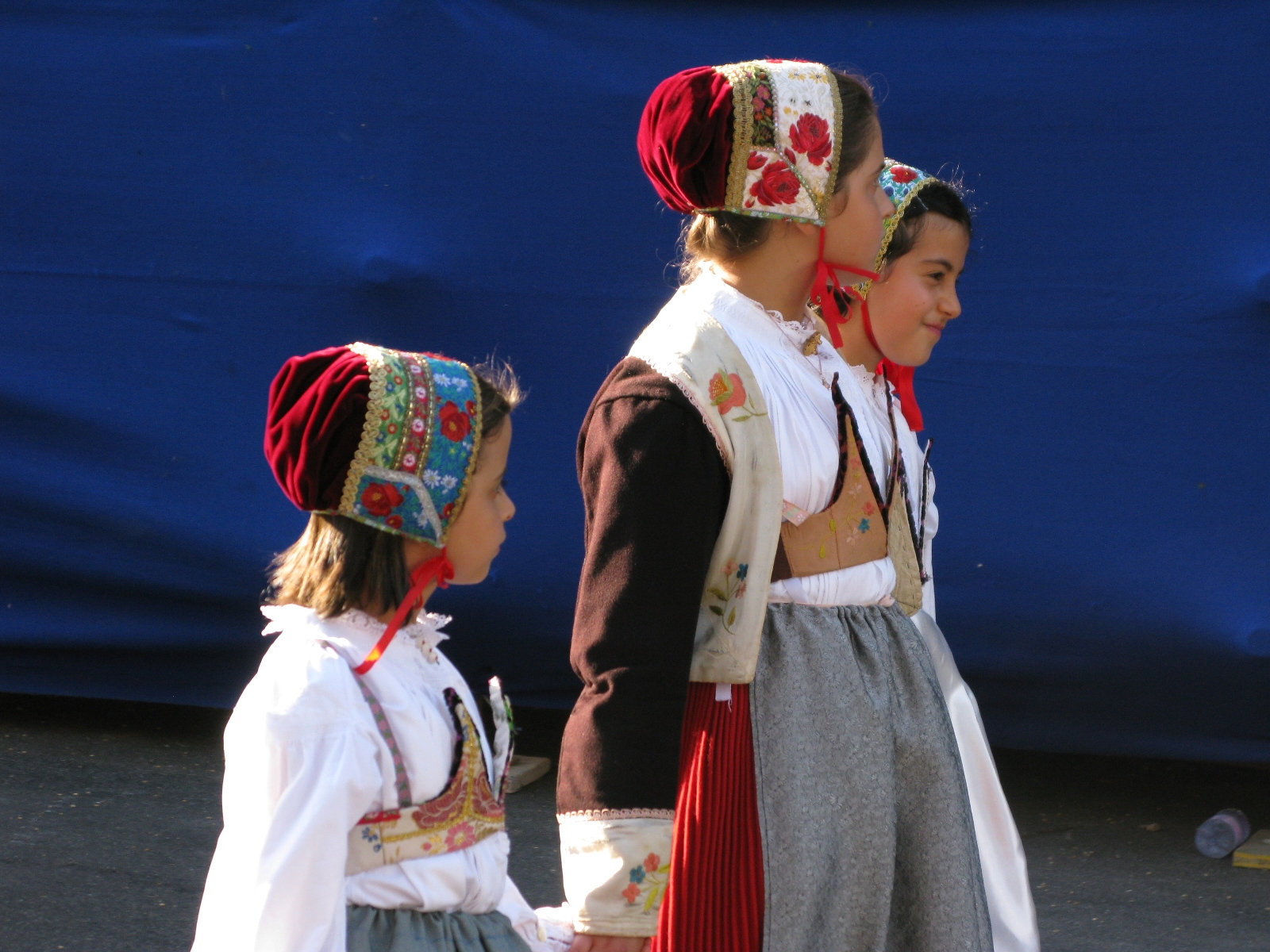
Bambine di Ovodda in abito tradizionale
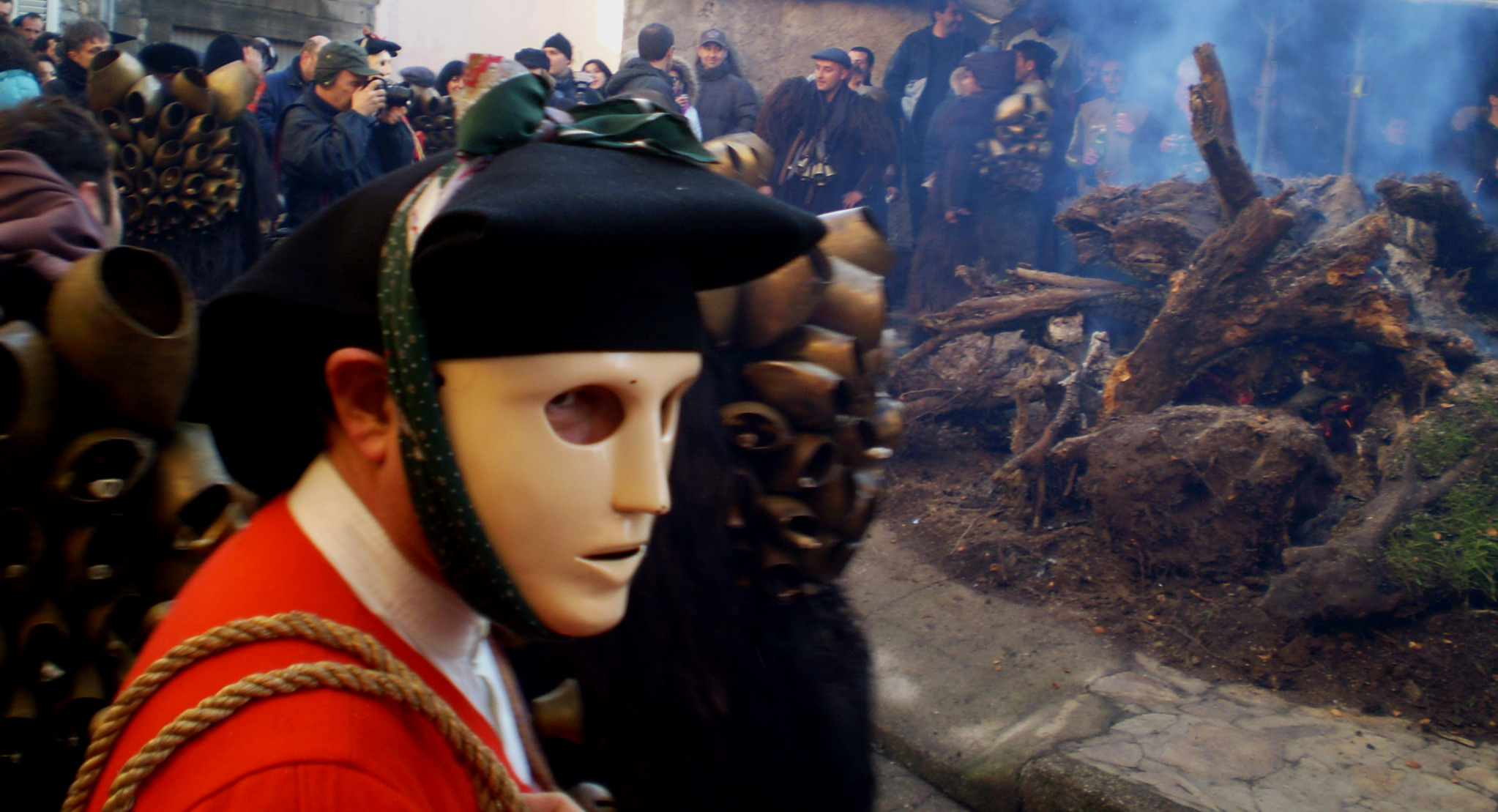
Un Issohadore, maschera dipica del carnevale di Mamoiada
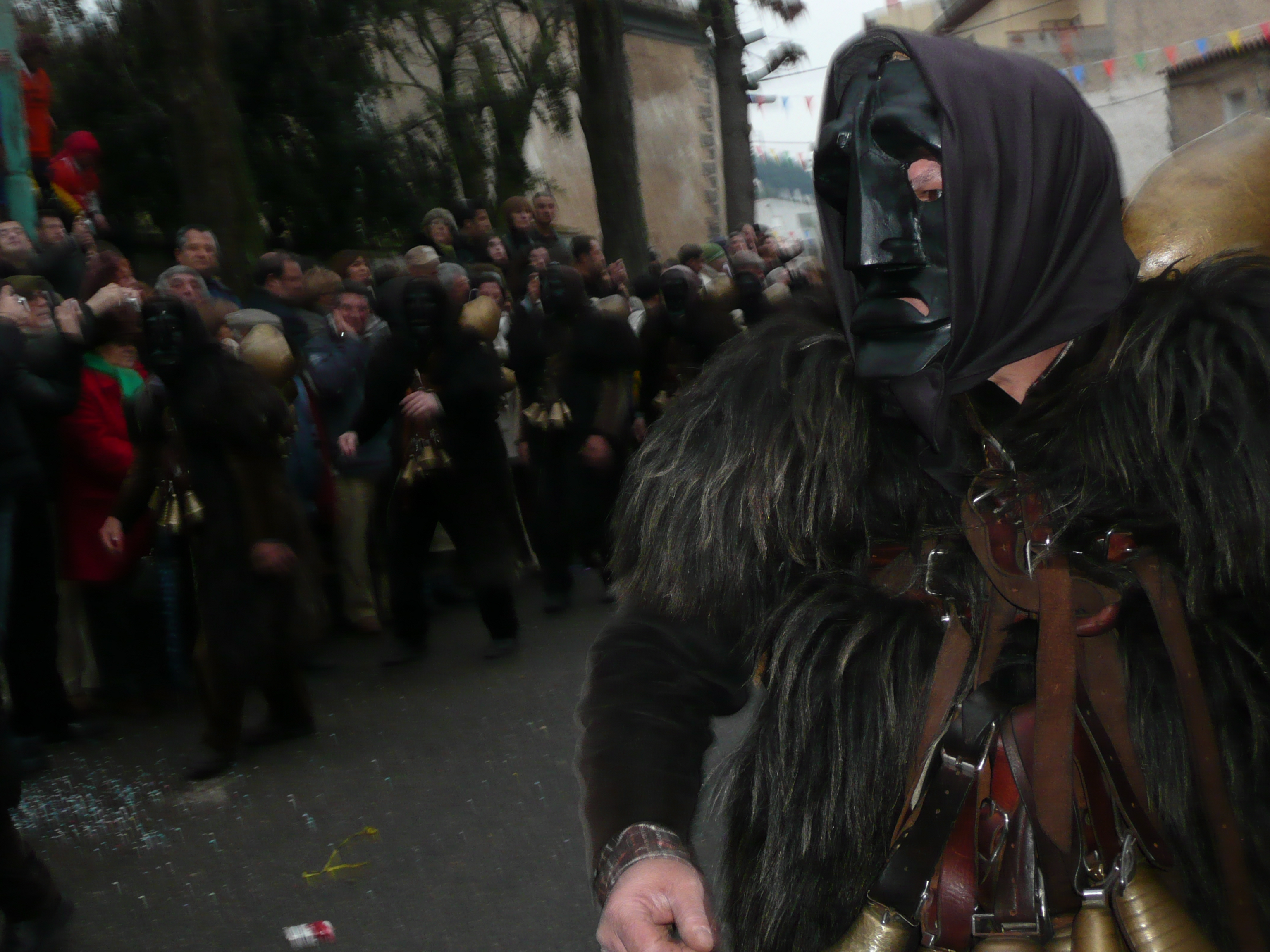
Un Mamuthone, altra maschera tipica del carnevale di Mamoiada
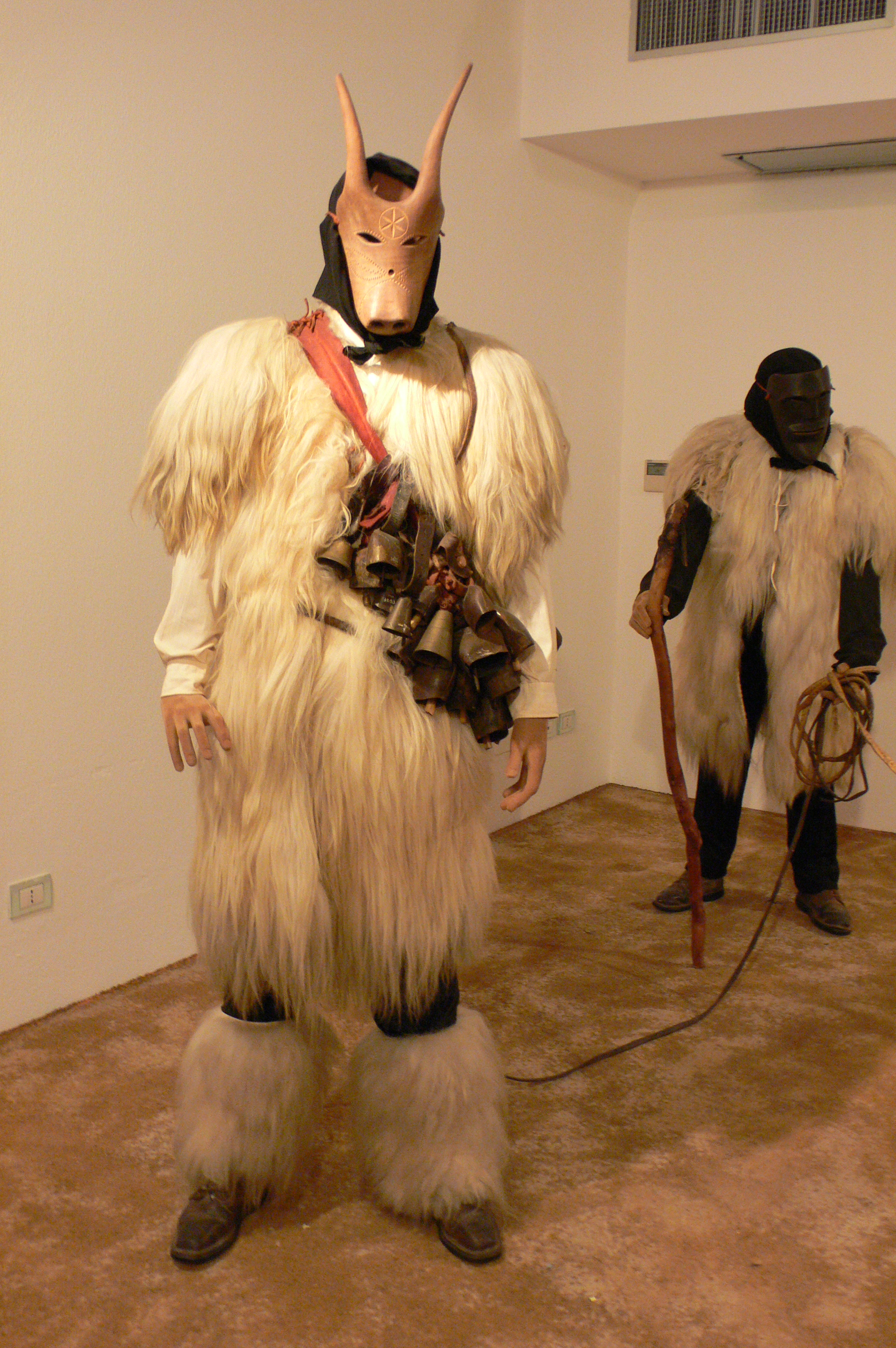
Boe e Merdule (Ottana)
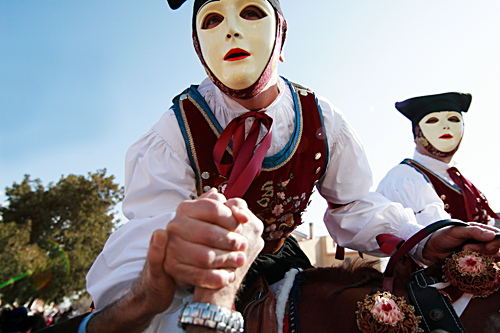
Maschera della Sartiglia
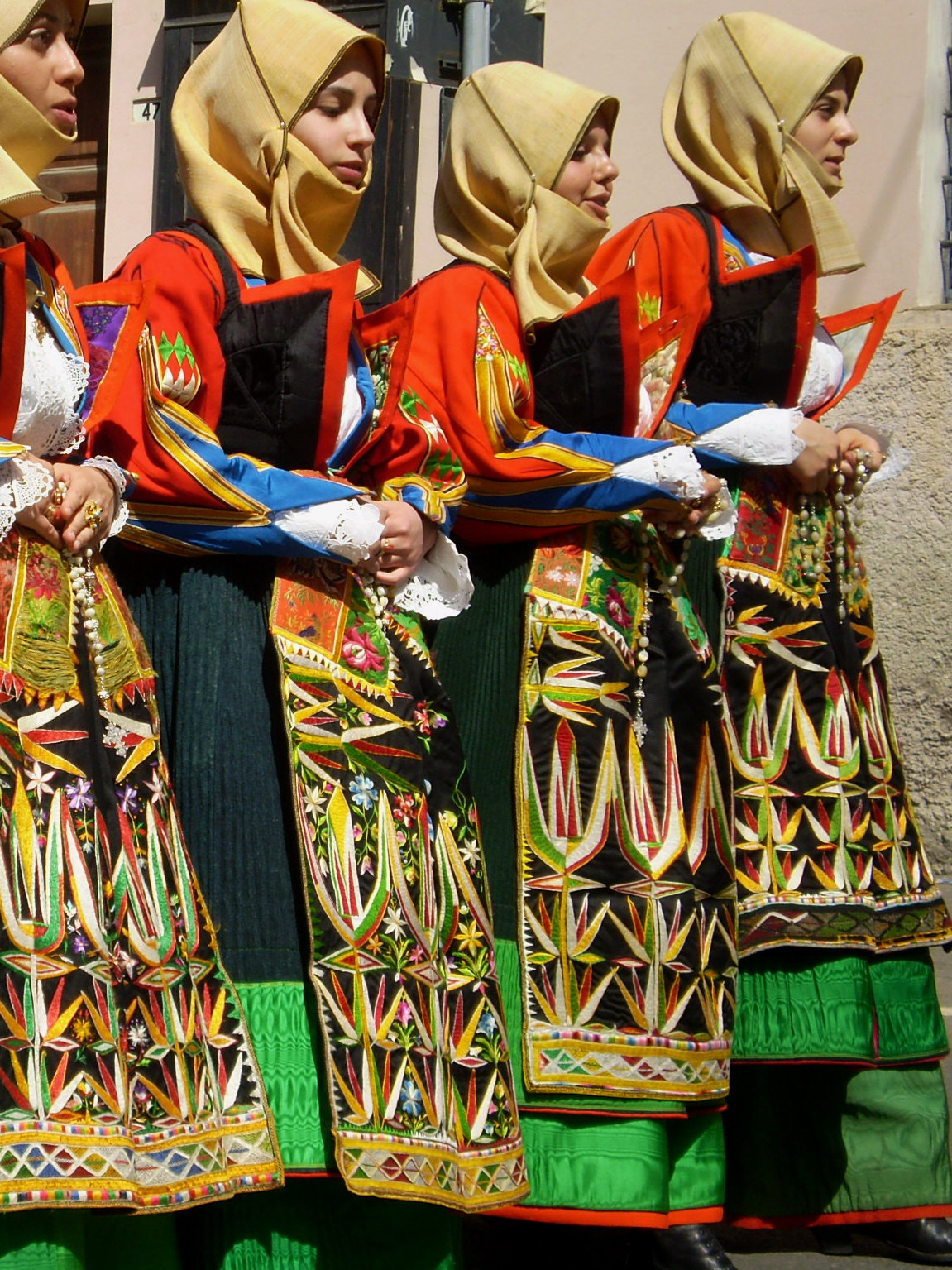
Donne in costume (Orgosolo)
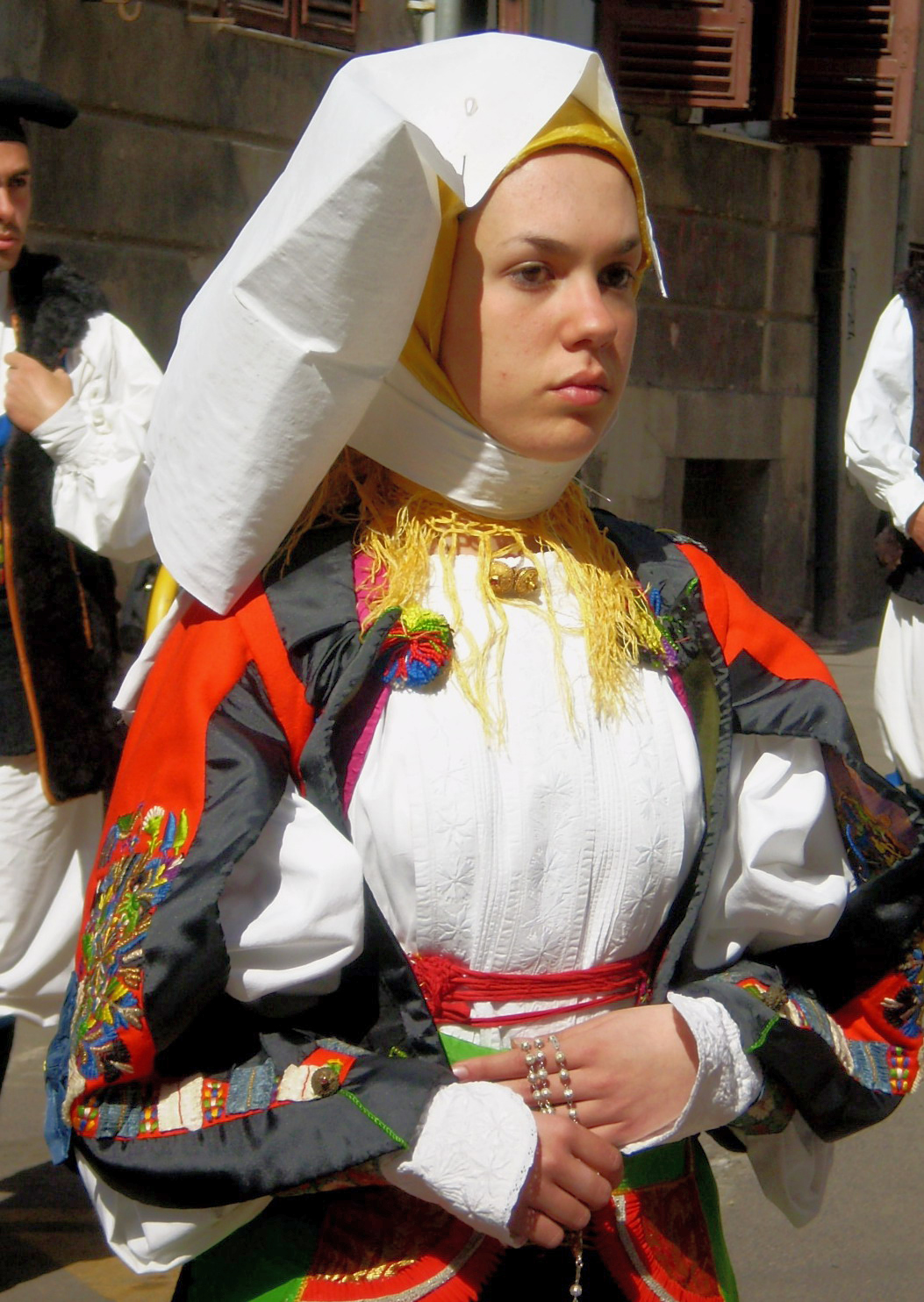
Costume di Atzara
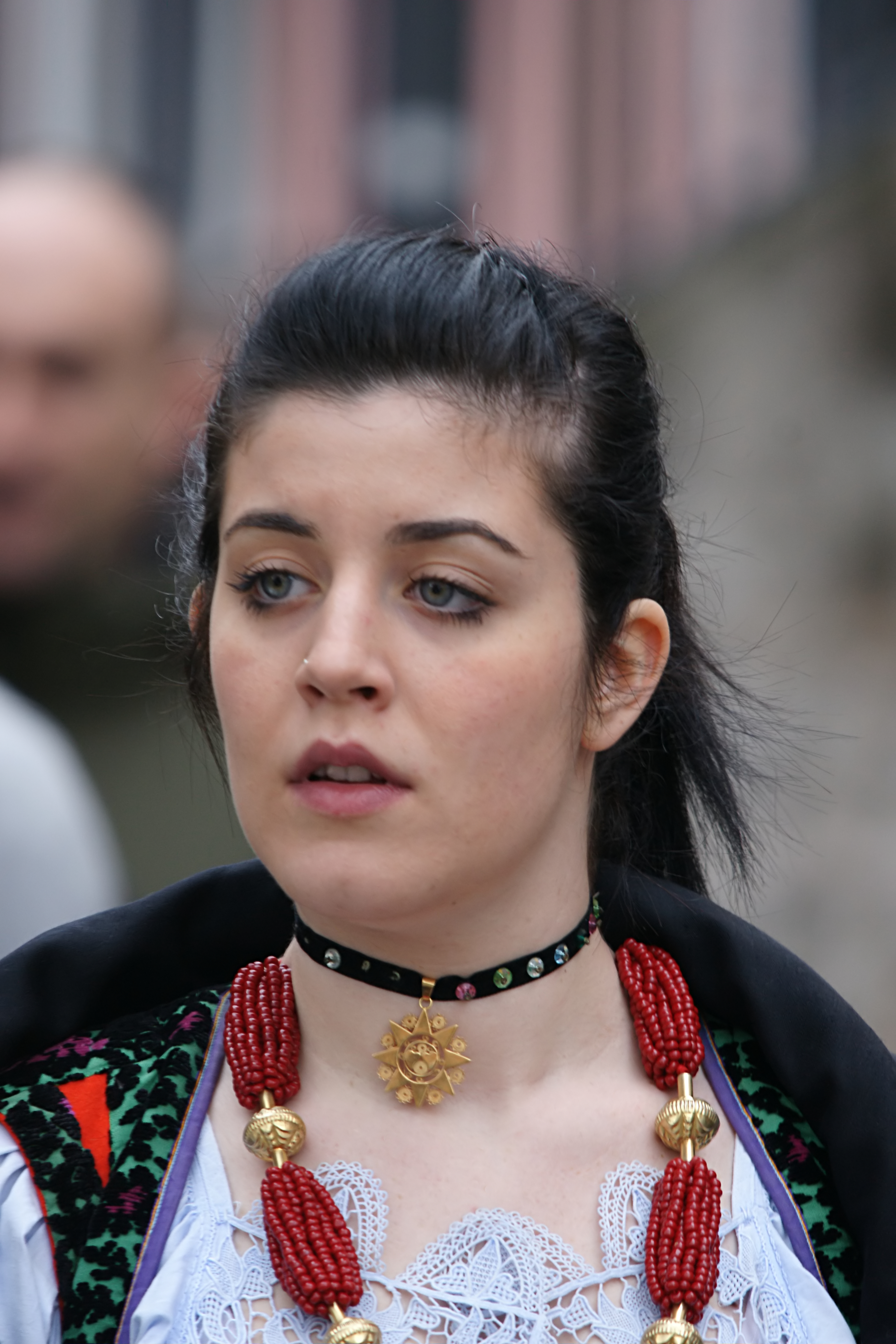
Costume di Oliena
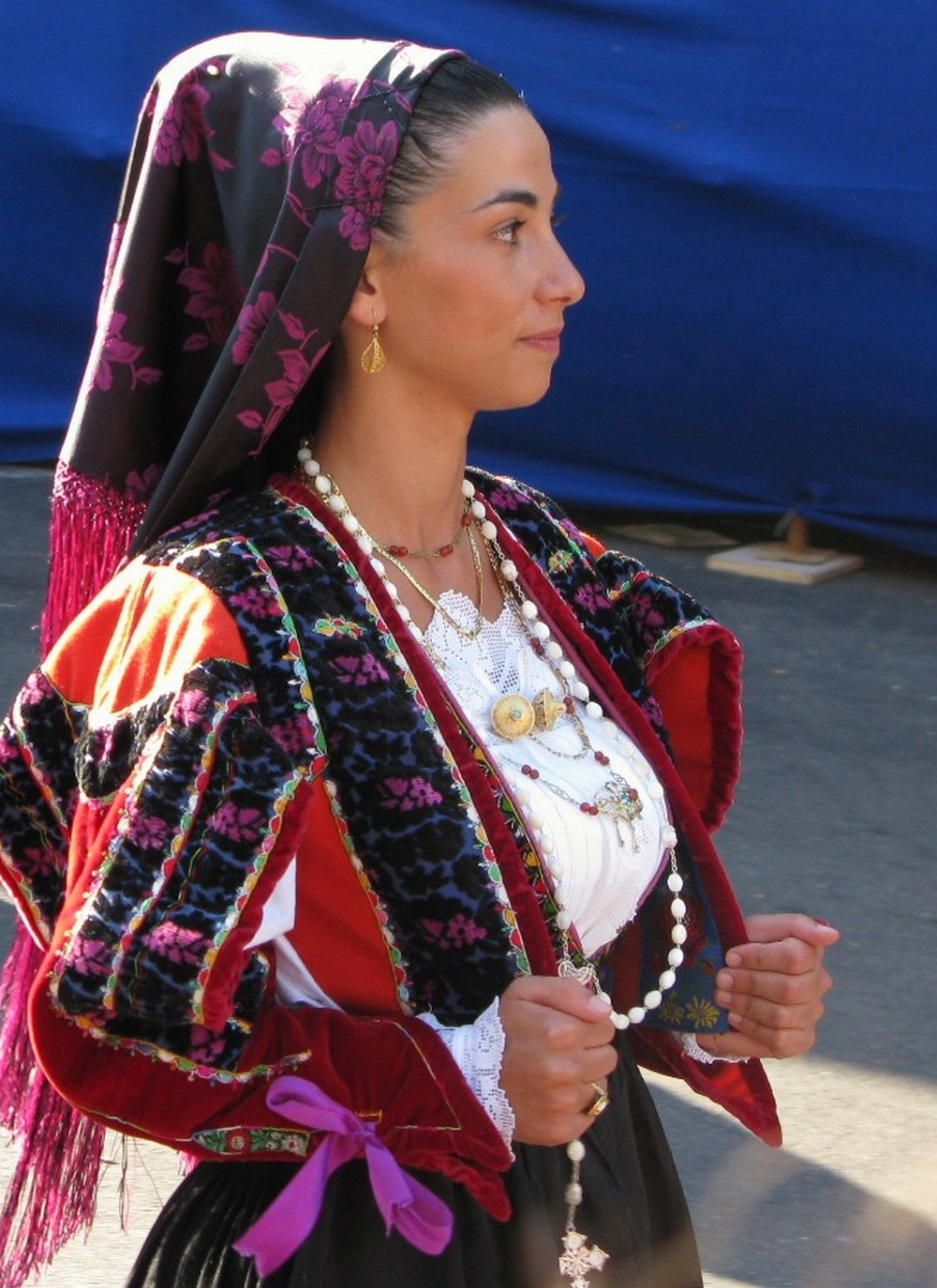
Costume di Orune
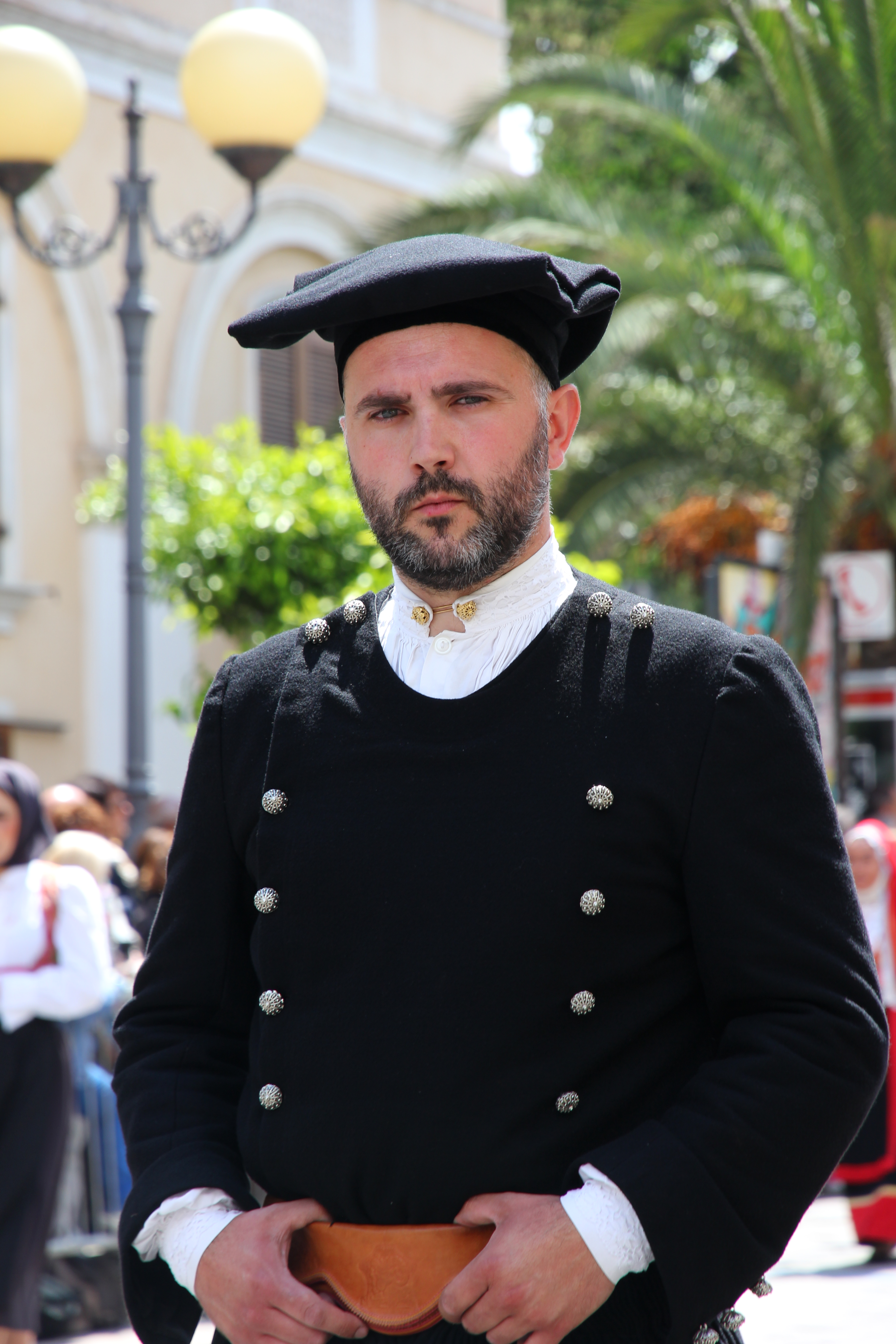
Costume di Austis
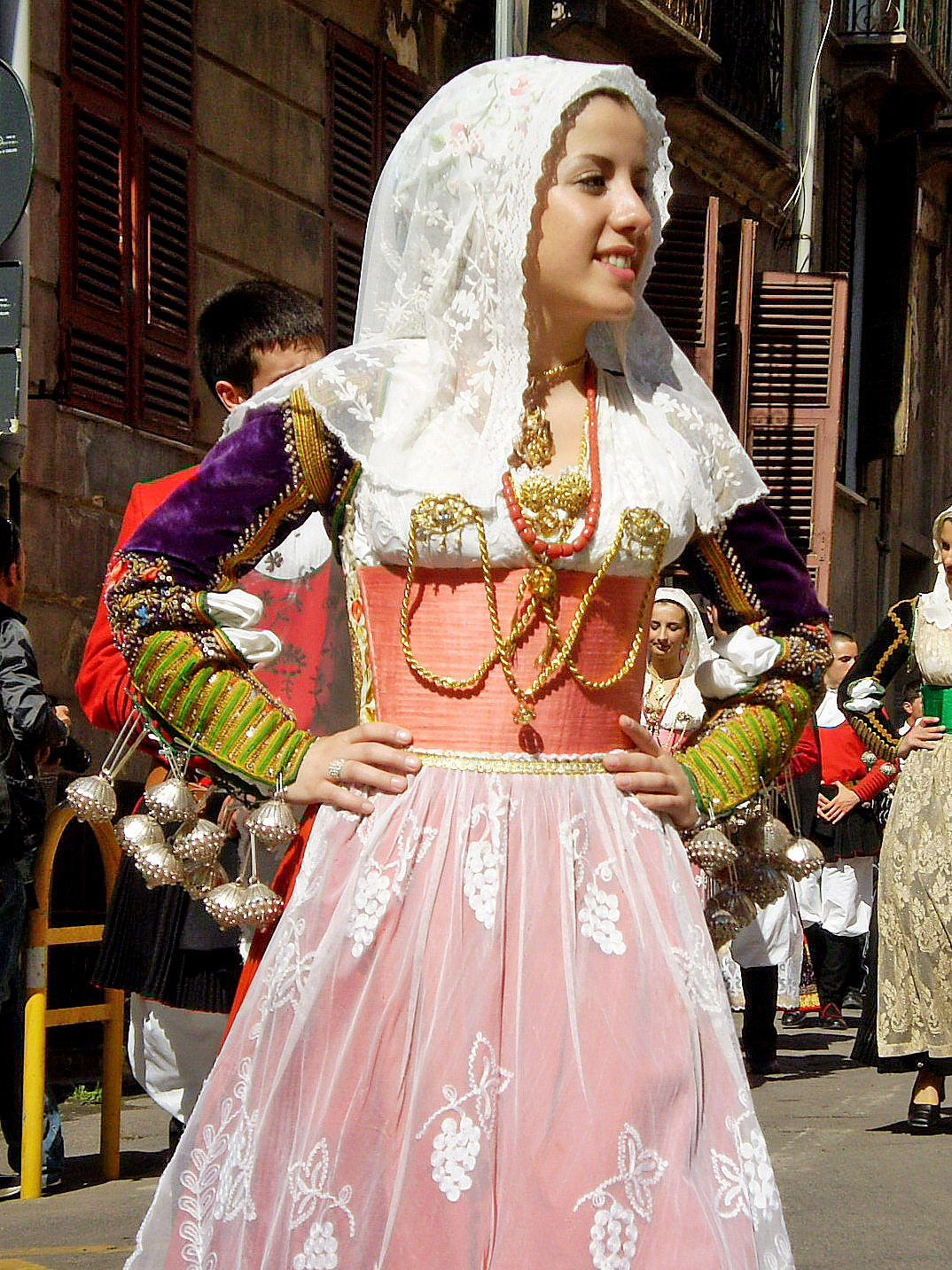
Costume di Ittiri
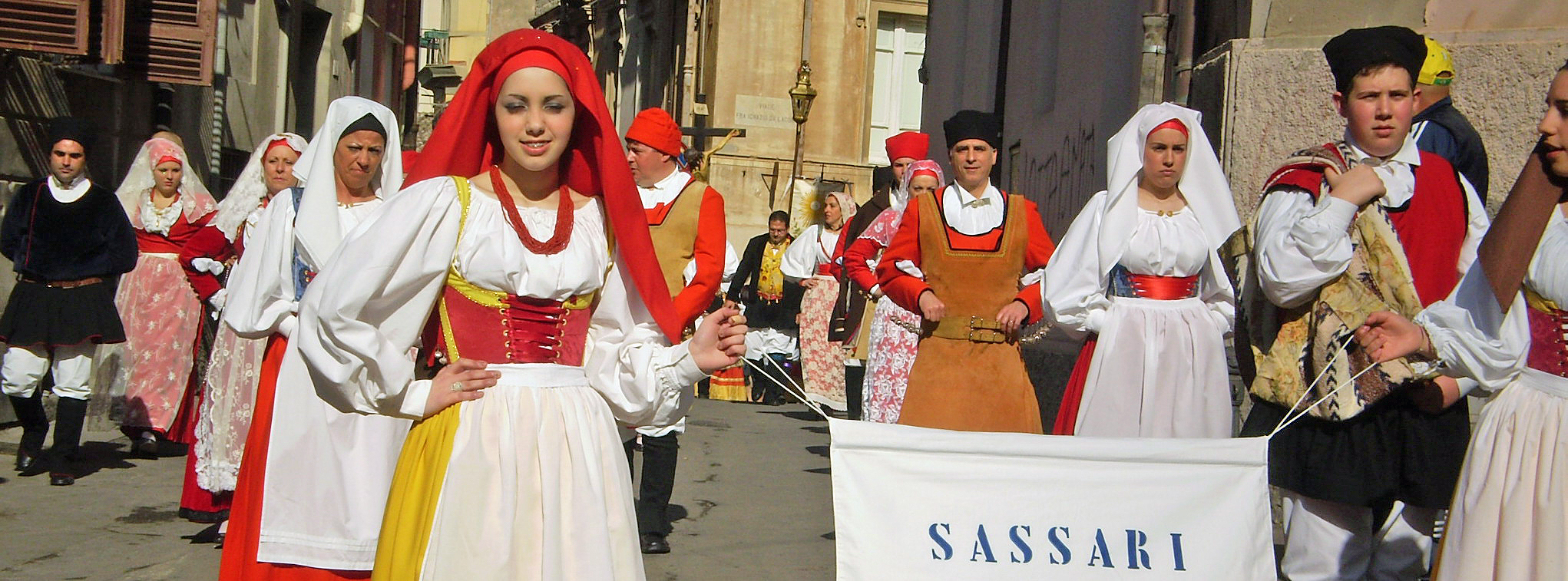
Costume di Sassari
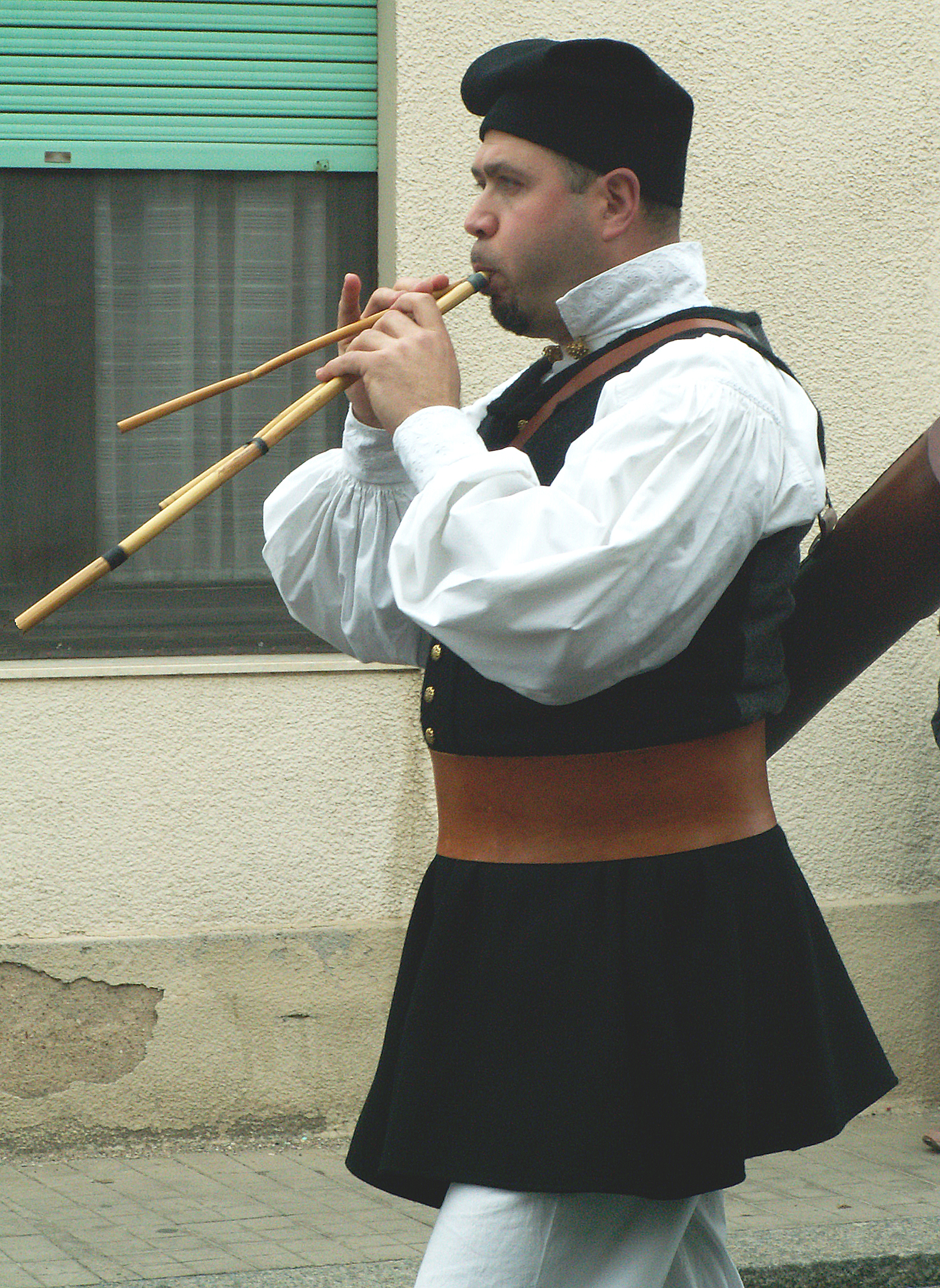
Uomo in costume che suona le Launeddas
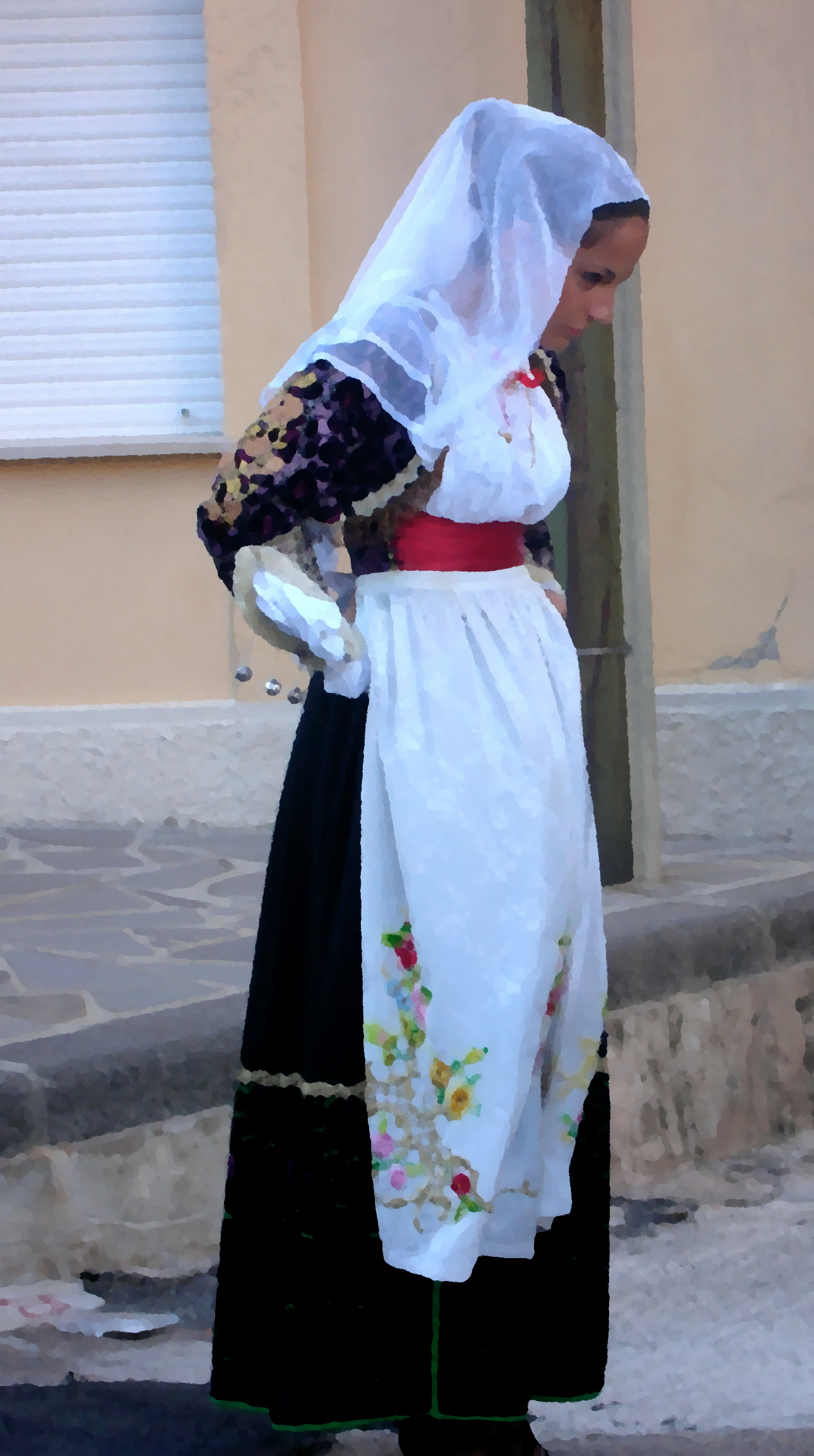
Costume di Cossoine
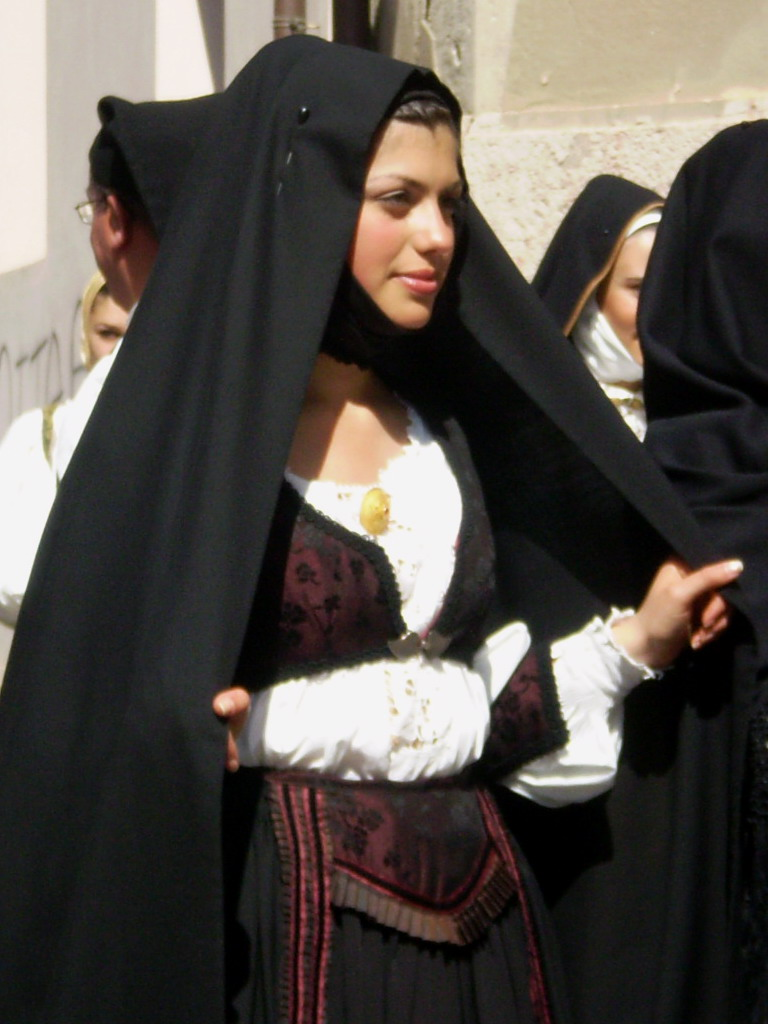
Costume di Isili